# Luftwaffe (Wehrmacht)
La Luftwaffe (letteralmente: "arma dell'aria", pronuncia: [ˈlʊftˌvafə] ) fu l'aviazione militare tedesca, parte integrante della Wehrmacht durante il secondo conflitto mondiale.
Coinvolta in tutti i teatri di guerra, contribuì, soprattutto durante i primi anni del conflitto, alla buona riuscita della tattica della "guerra lampo" adottata dalle forze armate tedesche. Vittoriosa in Polonia e in Francia, subì una prima battuta d'arresto nella battaglia d'Inghilterra scontrandosi contro la Royal Air Force britannica nei cieli della Manica e del Regno Unito ed in Nord-Africa, per poi rivolgere gran parte della sua attenzione al fronte orientale, dove durante l'operazione Barbarossa conquistò in un primo tempo la superiorità aerea sull'inesperta aviazione sovietica.
Il procedere del conflitto e il rovesciamento delle sorti della guerra significarono per la Luftwaffe la progressiva concentrazione delle forze nella difesa dello spazio aereo tedesco minacciato dai bombardieri britannici e statunitensi. L'avanzata Alleata fu però inesorabile e l'aviazione tedesca, in crescente inferiorità numerica e con insufficienti quantità di carburante, perse progressivamente il controllo dei cieli su tutti i fronti e non riuscì ad arginare l'offensiva Alleata nonostante l'impiego congiunto dei reparti contraerei (FlaK) e di rivoluzionari caccia a reazione, la cui produzione non fu mai numericamente sufficiente a influire realmente sui combattimenti contro le soverchianti forze aeree degli avversari.
La Luftwaffe ebbe sotto il proprio controllo anche le unità di paracadutisti (Fallschirmjäger) e altre formazioni terrestri.

## Nomenclatura

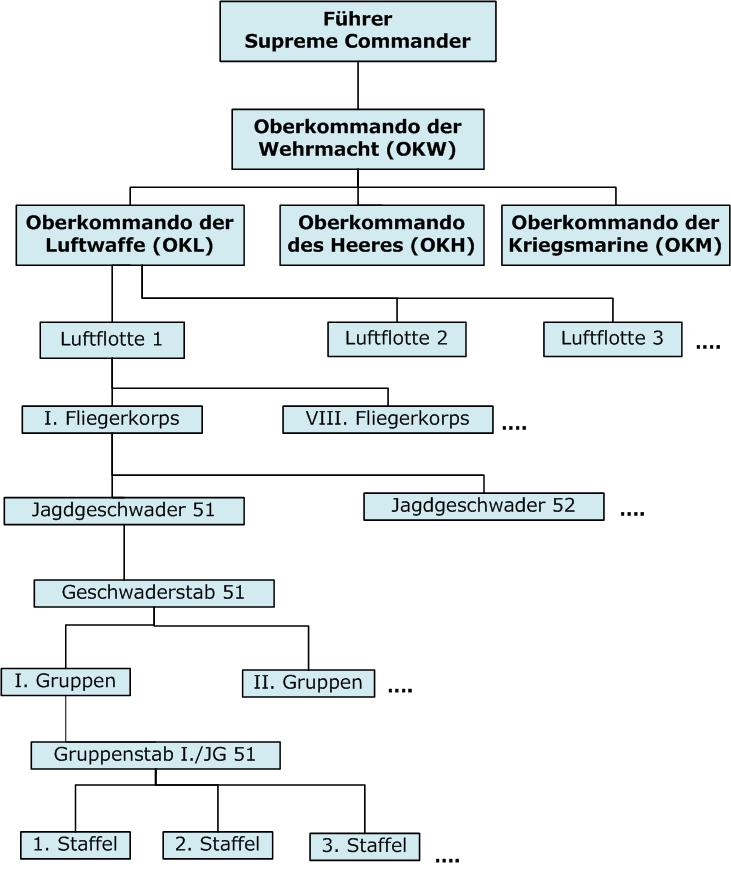
Schema riportante l'organizzazione parziale della Luftwaffe

La lista seguente illustra il significato di alcune sigle di seguito utilizzate per descrivere i reparti della Luftwaffe e i loro aerei.
- Riguardo alle sigle "KG", "StG", "SchG", "ZG", "JG" ed altre, si veda il paragrafo dedicato;
- per comodità, i nomi degli aerei a volte sono abbreviati con la sigla corrispondente, di seguito sono riportate quelle più usate:
  - Bf 109: Messerschmitt Bf 109;
  - Bf 110: Messerschmitt Bf 110;
  - Fw 190: Focke-Wulf Fw 190;
  - Ju 87 o Stuka: Junkers Ju 87;
  - Ju 52: Junkers Ju 52;
  - Ju 88: Junkers Ju 88;
  - He 111: Heinkel He 111;
- diciture del tipo "I./KG 77" significano che l'aereo appartiene al I gruppo, 77º stormo da bombardamento; allo stesso modo, la dicitura "II./JG 26" indica che l'aereo appartiene al II gruppo, 26º stormo caccia. Nel caso in cui al posto del numero romano (I, II, ecc.) compaia un numero arabo, questo è da intendersi come numero della squadriglia; ad esempio, 4./ZG 76 denota la 4ª squadriglia del 76º stormo "distruttori".

## Catena di comando

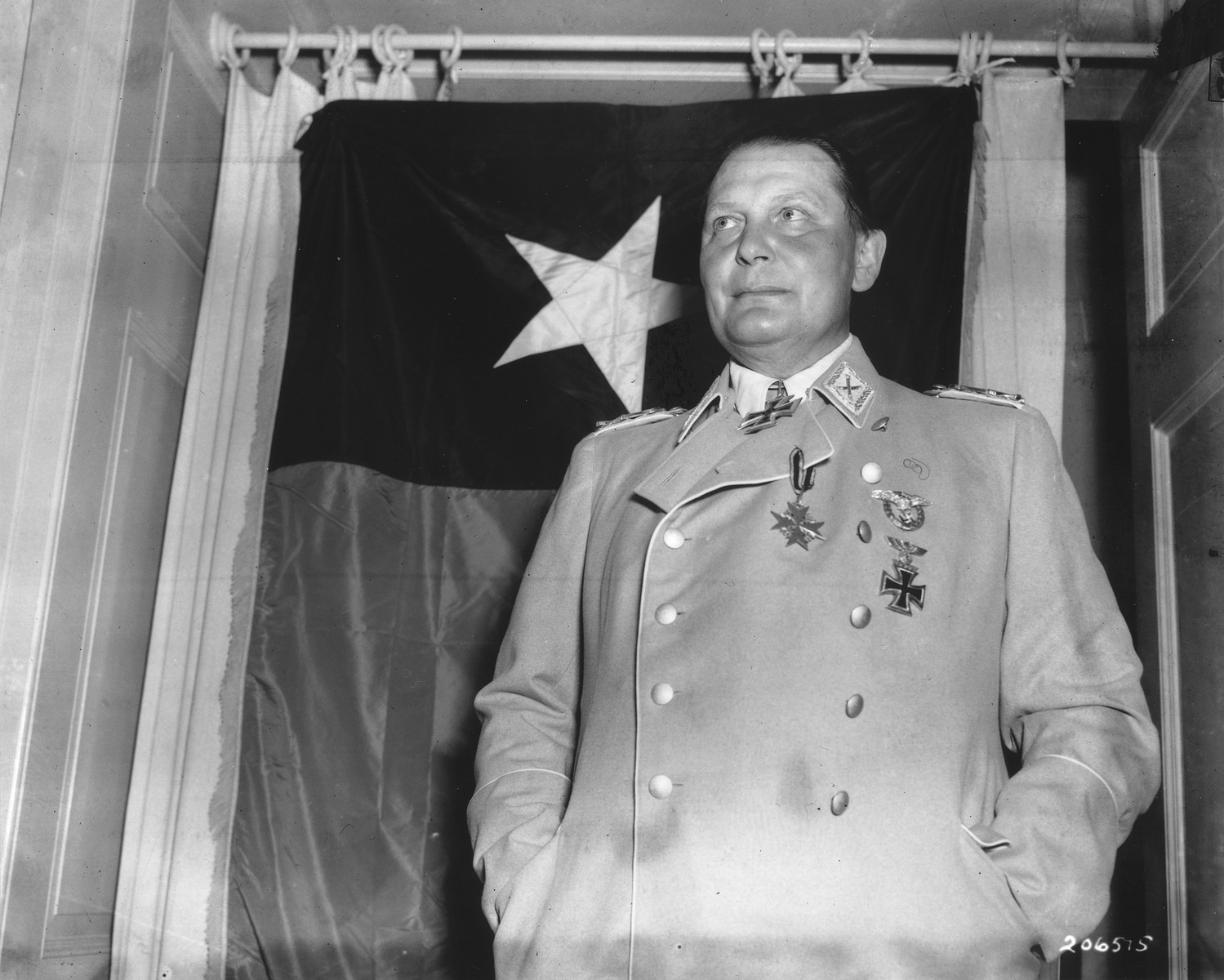
Hermann Göring, capo della Luftwaffe dalla sua istituzione fino al 25 aprile 1945

Durante la sua vita sotto il Terzo Reich, la Luftwaffe ebbe solo due comandanti in capo. Il primo fu Hermann Göring, il secondo Robert Ritter von Greim, ultimo ufficiale tedesco della seconda guerra mondiale ad essere promosso Generalfeldmarschall (feldmaresciallo). Al livello più alto nell'organizzazione della Luftwaffe erano il Reichsluftfahrtministerium (RLM – Ministero dell'aria) e l'Oberkommando der Luftwaffe (OKL – Alto comando della Luftwaffe). Queste istituzioni avevano il controllo della ricerca, della produzione e della manutenzione dell'aeronautica tedesca, con la seconda che faceva riferimento all'OKW, Oberkommando der Wehrmacht (Alto comando delle forze armate tedesche). L'OKL era quindi allo stesso livello dell'Oberkommando des Heeres (OKH) e dell'Oberkommando der Marine (OKM).
Nel settembre 1939 la Luftwaffe era composta da quattro flotte aeree (Luftflotte); a queste se ne aggiunsero altre quattro nel corso della guerra, di cui una, la Luftflotte Reich, creata appositamente per la difesa del territorio tedesco. Ogni flotta contava fino a 1.250 aerei raggruppati in Fliegerkorps o nelle più piccole Flieger-Division a seconda della dimensione, entrambe suddivise a loro volta in Geschwader (l'equivalente degli stormi per la Regia Aeronautica) composti solitamente da tre Gruppe (gruppi) formati da tre o quattro Staffel (squadriglie) di circa dodici aerei ciascuna.
Un Geschwader era comandata da un Geschwaderkommodore, che poteva essere un maggiore, un tenente colonnello o un colonnello assistito da un suo stato maggiore. Forte di circa 120-125 aerei, i Geschwader avevano un proprio modo di abbreviare i nomi delle unità dei documenti ufficiali: "JG 1" (con la sigla "JG" a caratterizzare un Jagdgeschwader, cioè uno stormo di caccia) nel caso degli stormi, "I./JG 1" indicava il 1º gruppo del 1º stormo caccia, "1./JG 1" era usato invece per riferirsi alla 1ª squadriglia del 1º gruppo caccia. Ogni Gruppe era alle dipendenze di un Gruppenkommandeur, così come una squadriglia era diretta da uno Staffelkapitän. Questi comunque non erano gradi veri e propri, bensì nomine.

## Storia

### Origini

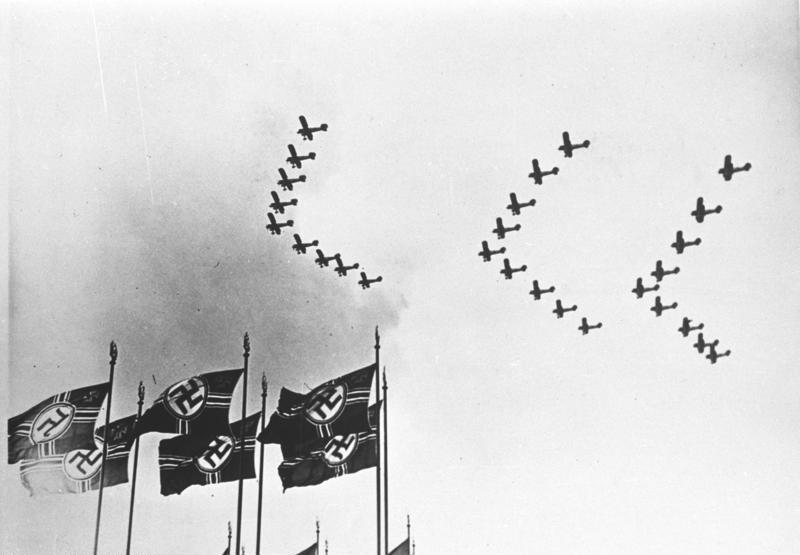
Una parata del 1937

A seguito della sconfitta nella prima guerra mondiale e alla firma del trattato di Versailles, alla Germania fu imposto lo scioglimento dell'aviazione militare (Luftstreitkräfte) e lo smantellamento di tutti gli aerei rimasti. Ciononostante, il governo tedesco riuscì a mantenere segretamente una propria forza aerea che divenne sempre più forte con il passare degli anni. L'addestramento clandestino dei piloti iniziò dal 1926 grazie a club privati e compagnie aeree civili che fornirono addestratori veterani della prima guerra mondiale e aerei militari come lo Junkers Ju 86 e l'Heinkel He 111 camuffati da aerei di linea o da trasporto, alianti e ultraleggeri su cui i piloti della futura Luftwaffe poterono fare pratica. Nel 1930 il partito nazista si dotò di un proprio organo di volo, il Nationalsozialistisches Fliegerkorps, per dare ulteriore impulso all'addestramento dei piloti, rafforzato tre anni dopo dalla neo-costituita Deutsche Luftsportverband (associazione aerea sportiva tedesca).
La vera svolta arrivò in seguito alla decisione di Adolf Hitler di riarmare la Germania. La Luftwaffe venne fondata clandestinamente nel 1933 con circa 4 000 addetti mentre erano già da tempo in produzione vari tipi di aerei militari; il 1º gennaio 1934 nacque a Berlino-Tempelhof il Bombengeschwader 1, la prima unità da bombardamento della Luftwaffe e un documento dello stesso anno propose la costruzione di 4 021 aerei entro il 30 settembre 1935. Il 1º marzo 1935 la creazione della nuova forza aerea tedesca venne resa pubblica a tutto il mondo. A capo dell'Oberkommando der Luftwaffe (OKL) nel 1935 fu incaricato l'ex asso dell'aviazione tedesca, nonché ministro dell'aviazione, Hermann Göring, il quale si circondò di collaboratori come Erhard Milch (ispettore generale della Luftwaffe), Hans Jeschonnek (responsabile dei rifornimenti, dell'addestramento, della telecomunicazione e delle azioni di guerra) ed Ernst Udet (capo dell'ufficio tecnico).
Le strategie di attacco erano ancora in fase di sperimentazione; in particolare, vi erano due linee di pensiero distinte: Walther Wever, comandante dello stato maggiore generale dell'aviazione fino al 1936, sostenne l'importanza dei bombardamenti strategici compiuti da aerei quadrimotore; Ernst Udet invece era convinto che l'aviazione dovesse essere usata solamente a supporto delle truppe a terra e per contrastare i velivoli nemici. Forte dell'esperienza bellica in Spagna dove i bombardieri in picchiata svolsero egregiamente il loro compito, e complice la morte accidentale di Wever avvenuta nel giugno 1936, Udet riuscì a convincere l'intero comando della Luftwaffe che la sua linea di pensiero era quella da seguire. I progetti per i grandi aerei da bombardamento, come il Dornier Do 19 e lo Junkers Ju 89, vennero quindi abbandonati.

### Renania e guerra civile spagnola

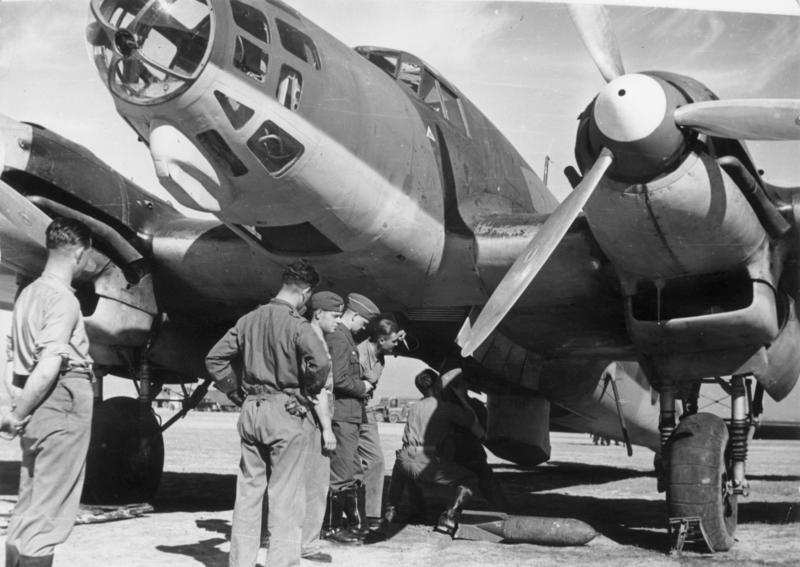
Un He 111 della Legione Condor

La prima azione in cui fu coinvolta la Wehrmacht fu la rimilitarizzazione della Renania, iniziata il 7 marzo 1936. La Luftwaffe entrò in gioco con un'unità di caccia e una di bombardieri in picchiata, il III./JG 134 e il I./StG 165, ma quando alcuni rapporti ipotizzarono che l'aeronautica francese era pronta ad intervenire con dei bombardieri, il I./KG 753 venne allertato per colpire Parigi con i suoi Ju 52, senza che tuttavia ve ne fosse bisogno. Per la fine del mese tutta la Renania era tornata in mano alla Wehrmacht.
Quando il futuro dittatore spagnolo Francisco Franco chiese aiuto a Hitler per proseguire e vincere la guerra civile che infuriava in Spagna, il 22 luglio 1936 il dittatore nazista rispose inviando le prime aliquote di aerei "clandestini" composti da personale volontario in abiti civili. Dopo che agli inizi di novembre l'Unione Sovietica inviò in Spagna aerei e piloti, la Germania reagì facendo giungere nel teatro di guerra la Legione Condor forte di 4 500 volontari posti inizialmente sotto il comando del Generalmajor (generale di brigata aerea) Hugo Sperrle, sostituito in seguito dai parigrado Hellmuth Volkmann e Wolfram von Richthofen. Le operazioni di bombardamento erano svolte dal K/88 (88º gruppo da bombardamento), mentre la caccia e gli aerei d'attacco al suolo erano presenti con il J/88 (88º gruppo caccia), così come la ricognizione era di competenza dell'A/88 (88º gruppo ricognizione) e dell'AS/88 (88º gruppo ricognizione marittima). Largamente impegnata in ogni genere di missione (tra cui una delle più note è il bombardamento di Guernica dell'aprile 1937), l'andamento della guerra favorevole a Franco comportò una riduzione delle attività dal gennaio 1939, cessate del tutto il 27 marzo seguente.
La guerra civile spagnola fu un ottimo banco di prova per la giovane Luftwaffe che ebbe modo di constatare l'efficacia del bombardamento convenzionale e del bombardamento in picchiata effettuato dagli Junkers Ju 87 e dagli Heinkel He 51, mettere alla prova i piloti (il migliore asso dell'aviazione fu il capitano Werner Mölders, con quattordici vittorie all'attivo tutte ottenute a bordo di un Messerschmitt Bf 109), e testare l'incredibile versatilità del cannone 8,8 cm FlaK, usato contro obiettivi aerei e terrestri.

### Austria e occupazione della Cecoslovacchia
Nel 1938 Hitler ritenne i tempi maturi per annettere la vicina Austria. Per prevenire le mosse naziste il capo del governo austriaco, Kurt Alois von Schuschnigg, indisse un plebiscito per il 13 marzo. La Luftwaffe mobilitò allora per ogni evenienza tre gruppi da bombardamento provenienti dai KG 155 e KG 255 dotati di Dornier Do 17 e pose al comando delle proprie forze dislocate lungo il confine austriaco Hugo Sperrle. Il 12 marzo la Wehrmacht entrò in Austria, mentre due dei tre già citati gruppi della Luftwaffe atterrarono a Vienna, imitati il giorno dopo da due loro squadriglie volate a Klagenfurt. Terminato l'Anschluss, l'unico stormo da bombardamento dell'aeronautica austriaca venne incorporato nel I. e III./KG 155 (rinominato per l'occasione KG 158) che vennero trasferiti rispettivamente a Wiener Neustadt e Wels.
Le successive mire espansionistiche del Führer verso la Cecoslovacchia imposero alla Luftwaffe di spiegare diverse unità, oltre quaranta Gruppe, lungo il confine con questo paese, ma gli accordi di Monaco del settembre 1938 resero marginale l'intervento delle forze armate ed i Sudeti vennero annessi senza scontri, con gran parte dei Gruppe impegnati rispediti nelle basi originarie. Il 15 marzo 1939 infine la Germania occupò l'intera Cecoslovacchia incontrando scarsa resistenza e con il supporto di 500 aerei ma, a differenza di quello che accadde in Austria, pochi piloti si unirono alla Luftwaffe, preferendo invece l'aeronautica britannica o francese.

### Seconda guerra mondiale

#### Mobilitazione
Nell'estate 1939 la Luftwaffe contava 9 Jagdgeschwader in gran parte equipaggiati con i Bf 109, 4 Zerstörergeschwader dotati dei Bf 110, 11 Kampfgeschwader montati su He 111 o Dornier Do 17, e 4 Sturzkampfgeschwader. Lo Junkers Ju 88 era disponibile in soli dodici esemplari per via di problemi nello sviluppo. Gli aerei operativi erano 4 021 (1 191 bombardieri, 361 bombardieri a tuffo, 788 caccia, 431 caccia pesanti e 488 velivoli da trasporto).
La Luftwaffe in ogni caso non venne mobilitata al completo prima della primavera del 1940, momento in cui, grazie alle disposizioni di Ernst Udet tese ad aumentare la produzione di aerei, erano attive 51 squadriglie in più dall'inizio della guerra (30 di bombardieri, 16 di caccia e 5 di caccia pesanti). La Luftwaffe espanse anche del 42% il numero di scuole di addestramento portandole ad un totale di 63. Queste strutture vennero collocate in massima parte nella Germania orientale, al riparo da eventuali minacce Alleate. Sempre considerando la primavera 1940 rispetto agli albori della seconda guerra mondiale, le file del personale di volo arrivarono a contare 4 727 uomini (+ 31%), anche se si contarono 997 morti e 700 feriti nei corsi di addestramento, durante i quali vennero persi anche 946 aerei. La forza totale della Luftwaffe era ora di 2 200 000 uomini.

#### L'invasione della Polonia

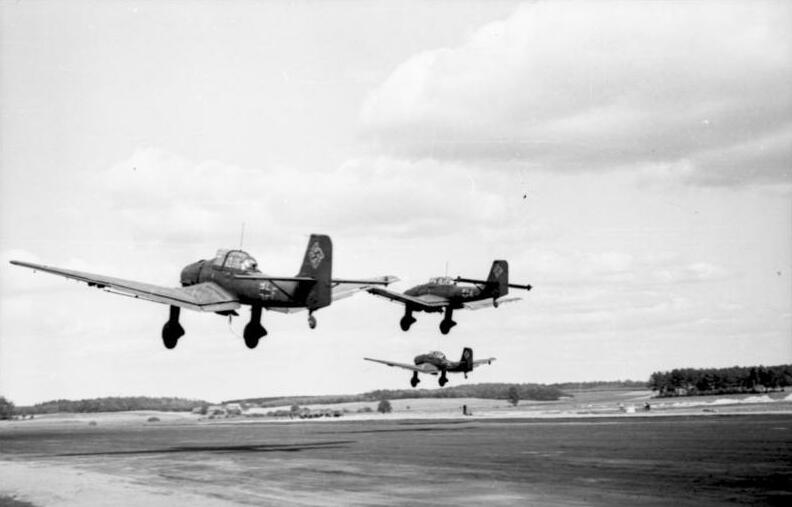
Un gruppo di Ju 87 decolla verso il territorio polacco. Fino al 1939, la lettera sulla fusoliera fu il simbolo identificativo del singolo aereo

Il 1º settembre 1939 la Germania dette inizio all'operazione Fall Weiss invadendo il territorio della Polonia con il supporto di circa 520 caccia, 800 bombardieri, 340 Ju 87 e 250 aerei da trasporto. La prima missione di attacco al suolo della guerra ebbe inizio prima dell'alba del 1º settembre, quando gli Henschel Hs 123 del II.(Schl)./LG 2 attaccarono con successo una base dell'esercito polacco a Przystajń. L'obiettivo principale della Luftwaffe era comunque quello di distruggere a terra l'aviazione polacca, ma, complice la fitta nebbia che caratterizzò i primi giorni di guerra e l'abile mossa dei comandanti nemici che spostarono ad est i campi d'aviazione in luoghi nascosti, durante tutta la campagna l'aviazione tedesca riuscì a distruggere al suolo solo 24 aerei, anche se su questo numero non c'è accordo tra le fonti. Gli aerei della Luftflotte 1 (assegnata come supporto al gruppo d'armate Nord) e della Luftflotte 4 (assegnata al gruppo d'armate Sud) inoltre non avevano ancora sperimentato attacchi a supporto della fanteria, e si limitarono a colpire obiettivi strategici scelti dai generali dell'aviazione; le prime vere missioni di supporto aereo ravvicinato iniziarono solo durante la battaglia del fiume Bzura, e si rivelarono determinanti per la vittoria sul campo. L'intervento della Luftwaffe si rivelò prezioso per la Wehrmacht in molte altre occasioni, ma non sempre l'esito finale fu il successo, come nel caso dell'attacco del 1º settembre al ponte di Tczew, che i polacchi riuscirono a minare e a far esplodere impedendo il passaggio dei mezzi corazzati avversari. In ogni caso, per il 6 settembre la Brygada Pościgowa, la principale formazione della caccia polacca, era rimasta con soli sedici aerei mentre le forze da bombardamento erano state praticamente annientate.
Varsavia venne attaccata per la prima volta il 1º settembre, ma la reazione della caccia polacca non permise ai bombardieri tedeschi di sganciare le bombe. Il 12 settembre, constatata l'ormai scarsa opposizione nemica, diverse unità della Luftwaffe vennero riportate in Germania, lasciando alle ultime il compito di colpire la capitale polacca, bombardata duramente il 13 settembre e in misura ancora maggiore, da 400 aerei, il 25 settembre. Vista persa ogni speranza di vittoria, il centro di comando polacco chiese infine il "cessate il fuoco" che entrò in vigore il 28 settembre.
Durante la campagna la Luftwaffe registrò la perdita di 285 aerei, dei quali 126 abbattuti dai caccia polacchi, troppo inferiori di numero per imporre la propria volontà. Perirono inoltre 239 uomini degli equipaggi di bordo e altri 88 risultarono dispersi. L'inizio della guerra fu comunque favorevole all'aviazione tedesca, che ebbe modo di perfezionare le tecniche di assalto aereo e prepararsi per le operazioni future.

#### Sitzkrieg
Una volta occupata la Polonia, ci fu un periodo di stallo delle operazioni terrestri (chiamato dai tedeschi "Sitzkrieg", "guerra seduta", nota anche come "strana guerra") che durò fino al maggio 1940. Eccetto che per le operazioni in mare, nel fronte occidentale non ci furono movimenti di truppe o azioni militari. In questo periodo, la Luftwaffe fu impegnata in molte missioni di carattere aeronavale (compresa la posa di mine in mare) nonché in lanci di volantini propagandistici e occasionali intercettazioni di bombardieri britannici, che culminarono nella battaglia della Baia di Helgoland.
Di pari passo cominciarono, il 16 ottobre 1939, i raid tedeschi sul Regno Unito ad opera di alcuni Ju 88 ed He 111 che attaccarono le navi britanniche a Rosyth, nel Firth of Forth, perdendo uno o tre velivoli abbattuti dagli Spitfire che segnarono in ogni caso la prima vittoria per il Fighter Command. Il giorno successivo, in un'analoga azione a Scapa Flow, un Ju 88 venne fatto precipitare dalla contraerea sull'isola di Hoy. Il primo aereo della Luftwaffe a schiantarsi nell'isola principale del Regno Unito fu invece un Heinkel He 111 caduto nelle Lammermuir Hills, ad Haddington, il 28 o 29 novembre 1939. Le operazioni dei bombardieri contro il naviglio britannico continuarono anche durante i primi mesi del 1940, ma per la fine di febbraio la caccia britannica era ormai presente in forze lungo le proprie coste ed i successi della Luftwaffe, peraltro modesti (a livello di naviglio maggiore vennero solamente danneggiati la vecchia corazzata Iron Duke e l'incrociatore pesante Norfolk), calarono drasticamente. Durante questo periodo le relazioni tra la Luftwaffe e la Kriegsmarine, la marina militare tedesca, non furono delle migliori: la marina infatti deplorò azioni come quella del KG 26 del 12 gennaio contro battelli leggeri non armati temendo ritorsioni britanniche, e i rapporti tra le due forze armate peggiorarono ulteriormente quando alla fine di febbraio la 4ª e 6ª squadriglia del KG 26 attaccarono per errore un gruppo di cacciatorpediniere tedesche affondando la Leberecht Maass, causando indirettamente anche l'affondamento della Max Schultz che colò a picco dopo aver urtato una mina nel tentativo di soccorrere la nave amica.
Sempre fra il 1939 ed il 1940, numerosi scontri aerei avvennero sopra la linea Maginot e la linea Sigfrido, tra i caccia e i ricognitori dell'Armée de l'air francese e della Luftwaffe, nel tentativo di entrambi gli schieramenti di spiare dal cielo le truppe avversarie posizionate al confine.
Nel periodo che va dal 1º settembre 1939 alla fine del marzo 1940 e per quel che riguarda solamente la Sitzkrieg, la Luftwaffe perse 520 uomini degli equipaggi di bordo e ne ebbe altri 298 dispersi, cifre superiori alle perdite patite durante la campagna di Polonia.

#### Le offensive in Scandinavia e Francia

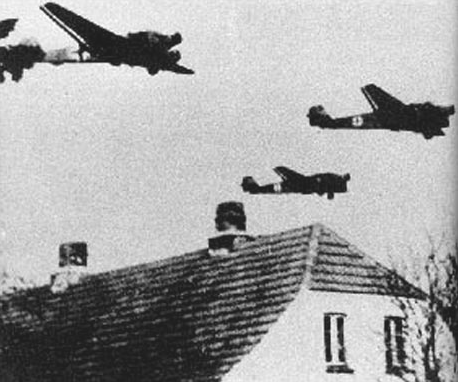
9 aprile 1940: Junkers Ju 52 sorvolano il suolo danese durante l'operazione Weserübung

In aprile la Wehrmacht prese l'iniziativa e, sotto il comando di Nikolaus von Falkenhorst, invase Danimarca e Norvegia; Göring, a causa dei rischi per la sua forza armata, si rifiutò di porre la Luftwaffe (mobilitata per l'occasione con l'intero X Fliegerkorps del Generalleutnant – generale di divisione aerea – Hans Geisler) sotto il comando di von Falkenhorst, affidandola invece al generale Erhard Milch, subordinato comunque a livello operativo a Geisler. All'avvio delle ostilità, la Wehrmacht poteva contare su un supporto di 39 Ju 87R, 419 bombardieri, 38 Bf 109E, 21 aerei antinave (Fw 200 e Ju 52) e 548 aerei da trasporto.
Dopo aver conquistato in un solo giorno il territorio danese, la Luftwaffe poté usufruire dell'aeroporto di Aalborg come base per le future operazioni in Norvegia, che si materializzarono in azioni di attacco al suolo, scorta ai bombardieri, trasporto truppe aviotrasportate e difesa antinave. Il 9 aprile il KG 4 attaccò il forte di Kvarven che con i suoi cannoni aveva da poco danneggiato l'incrociatore Königsberg; qualche momento prima aerei dello stesso stormo avevano bombardato l'aeroporto di Stavanger-Sola, mentre il KG 26 colpì alcuni forti attorno Kristiansand. Questo genere di operazioni, unitamente al bombardamento di aeroporti e ad operazioni contro la Royal Navy britannica, proseguì per tutta la durata della campagna, conclusasi agli inizi di giugno. Prima, il 12 aprile, fu creata la nuova Luftflotte 5, posta agli ordini di Milch, in cui vennero inquadrate tutte le unità di stanza in Norvegia.
Quando le azioni belliche terminarono, la RAF aveva perso 70 aerei contro i 117 della Luftwaffe, che mise però in campo un numero di forze maggiore rispetto all'aviazione nemica.
Il 10 maggio 1940 la Wehrmacht lanciò un'offensiva con tre gruppi d'armate contro la Francia, il Belgio ed i Paesi Bassi. La Luftwaffe entrò in azione con le Luftflotte 2 e 3 (comandate rispettivamente da Albert Kesselring e Hugo Sperrle) schierando 1 100 bombardieri a medio raggio e 400 Stuka scortati da 1.200 tra Bf 109 e Bf 110, attaccando principalmente nelle Ardenne. La tecnica fu simile a quella adottata in Polonia: i KG e gli StG attaccarono i campi d'aviazione nemici e bombardarono i centri di comunicazione, di rifornimento e numerose città. Nel frattempo, circa 500 aerei da trasporto, seppur con gravi perdite, paracadutarono unità di Fallschirmjäger in obiettivi strategici come i ponti sul Canale Alberto e il forte Eben-Emael, catturato con successo l'11 maggio. Nelle prime ore dell'offensiva vennero bombardati gli aeroporti di Rotterdam-Waalhaven e di Amsterdam-Schiphol così come, non senza reazione della caccia anglo-francese, la Linea Maginot, mentre l'aeronautica belga venne per metà distrutta al suolo. Nei giorni seguenti la Luftwaffe bombardò 47 aeroporti, 17 stazioni ferroviarie, 16 fabbriche e 45 concentrazioni di truppe avversarie. Venne colpita anche Rotterdam dal KG 54, che non ricevette l'ordine di annullamento dell'operazione, con gravi danni e centinaia di vittime. Le operazioni aeree proseguirono per tutta la durata della campagna.
I caccia tedeschi si rivelarono superiori ai loro avversari francesi e agli Hurricane britannici, che comunque segnarono notevoli vittorie a loro favore: il 20 maggio la Luftwaffe aveva perso 547 aerei, pari al 20% della forza con cui aveva iniziato la campagna dieci giorni prima. La rapida avanzata delle forze di terra provocò problemi dal punto di vista logistico e costrinse molte unità a sostare negli aeroporti avanzati con problemi di sovraffollamento che causarono alcuni incidenti, inoltre, avvicinandosi al canale della Manica, gli uomini della Luftwaffe incontrarono più frequentemente i caccia della Royal Air Force (RAF), inclusi gli ottimi Spitfire. Nonostante tutto la campagna proseguì felicemente per le truppe tedesche e le forze Alleate vennero accerchiate a Dunkerque. La Luftwaffe iniziò quindi, dal 27 maggio e nonostante il parere contrario di Kesselring che denunciò la debolezza dei suoi Gruppe, ad ostacolare l'operazione Dynamo, il piano Alleato di rimpatrio dei propri soldati rimasti in Francia. L'aviazione tedesca riuscì ad affondare varie navi e vi furono numerosi scontri tra i caccia di entrambi gli schieramenti, ma gli Alleati riuscirono alla fine a salvare dalla prigionia circa 338.000 uomini.

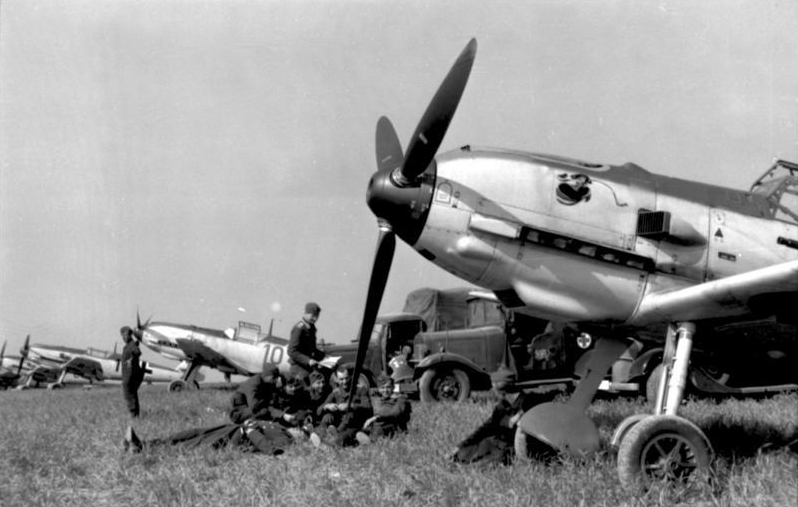
Piloti e Bf 109 del JG 51 si riposano nell'agosto 1940, ad operazioni belliche terminate

Con il Regno Unito fuori dai giochi la Wehrmacht si concentrò sull'offensiva finale contro la Francia, denominata in codice "Fall Rot". La Luftwaffe impostò il suo piano d'azione in due fasi: dal 1º giugno vennero attaccati obiettivi sensibili lungo la valle del Rodano e attorno Marsiglia con l'intento di prevenire arrivi di truppe fresche francesi dall'Africa settentrionale, ma a partire dall'8 giugno, quando fu ormai chiaro che l'Italia sarebbe entrata in guerra a breve, le operazioni cessarono per far posto alla Regia Aeronautica italiana; il 3 giugno era intanto iniziata la seconda fase dell'offensiva aerea, chiamata in codice operazione Paula, il cui scopo era quello di distruggere aeroporti e fabbriche aeronautiche attorno Parigi. Le perdite tedesche furono irrisorie, ma di fatto nessuna fabbrica rimase fuori uso per più di 24 ore e solamente meno della metà degli aeroporti bombardati ebbe danni gravi. L'appoggio all'offensiva dell'esercito tedesco continuò quindi fino al 21 giugno, data in cui la Germania presentò le condizioni armistiziali alla Francia.
I rapporti tedeschi indicano la perdita di 1 428 aerei dal 3 settembre 1939 al 25 giugno 1940, distrutti per opera dell'aviazione francese, belga, olandese e britannica.

#### La battaglia d'Inghilterra

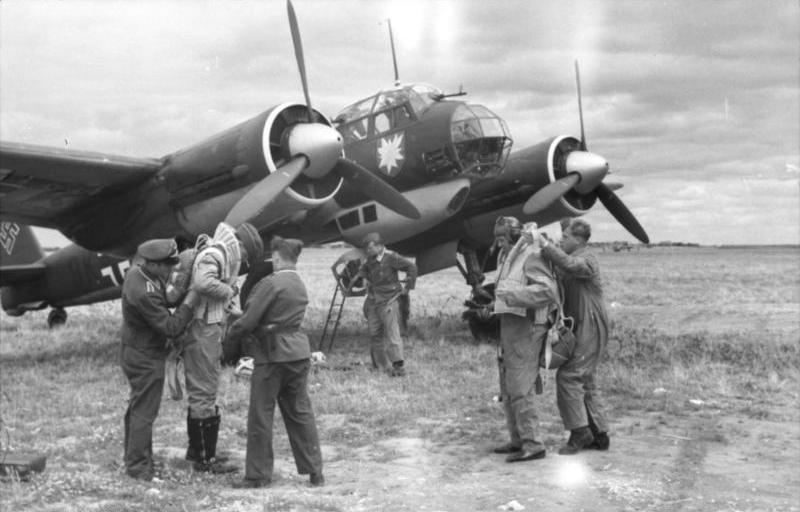
Aviatori del KG 51 si preparano per una missione di bombardamento sull'Inghilterra. L'aereo è un Ju 88

Dopo Polonia, Scandinavia, Paesi Bassi, Belgio e Francia, solo la Gran Bretagna poteva opporsi all'avanzata tedesca in Europa. Hitler decise così di dare il via alla preparazione dell'operazione Seelöwe, ma prima bisognava neutralizzare l'aviazione britannica, la Royal Air Force (RAF) per assicurare protezione totale alle navi della Kriegsmarine che avrebbero dovuto attraversare La Manica.
| Pilota                    | Unità      | Vittorie |
| Helmut Wick               | Stab JG 2  | 42       |
| Adolf Galland             | Stab JG 26 | 35       |
| Walter Oesau              | III./JG 51 | 34       |
| Werner Mölders            | Stab JG 51 | 28       |
| Hermann-Friedrich Joppien | I./JG 51   | 26       |
| Herbert Ihlefeld          | I./LG 2    | 24       |
| Gerhard Schöpfel          | III./JG 26 | 23       |
| Siegfried Schnell         | II./JG 2   | 18       |
| Horst Tietzen             | II./JG 51  | 18       |
| Hans Hahn                 | III./JG 2  | 17       |
| Erich Schmidt             | III./JG 53 | 17       |

Nel giugno e luglio del 1940 Göring fissò le linee generali dell'operazione volta a distruggere la RAF, con priorità di attacco alle basi aeree e alle industrie aeronautiche. La Luftwaffe intanto eseguì piccoli raid in territorio britannico e contro i convogli nella Manica partendo dalle sue basi nel continente scoprendo la grande vulnerabilità degli Stuka nei confronti dei caccia britannici, fatto che si manifestò in tutta la sua evidenza nei mesi a seguire.
Il vero attaccò iniziò nella seconda settimana di agosto, quando Göring riunì 1 482 bombardieri a medio raggio (42 unità KG), 365 Stuka (9 unità StG) e altri cacciabombardieri (una unità SchG), 976 caccia monomotore (26 unità JG), alcune centinaia di aerei da ricognizione e 280 caccia bimotore (9 unità ZG). Queste forze vennero divise tra la Luftflotte 2 al comando di Albert Kesselring in Francia orientale e Paesi Bassi, la Luftflotte 3 agli ordini di Hugo Sperrle operante nella Francia occidentale e la Luftflotte 5 al comando di Hans-Jürgen Stumpff in Scandinavia. La Gran Bretagna poteva contrapporre circa 900 aerei agli ordini di Hugh Dowding divisi in quattro gruppi con ognuno una propria zona di competenza. Il 15 agosto (chiamato Adlertag, "giorno dell'aquila") quindi ci fu il primo grande attacco contro obiettivi prestabiliti. Subito le perdite della Luftflotte 5 furono pesanti, perché i bombardieri, a causa della grande distanza che li separava dagli obiettivi, dovettero essere scortati obbligatoriamente dai Messerschmitt Bf 110 che superavano in autonomia i Bf 109, ma che non erano all'altezza dei più veloci e agili caccia britannici. Le Luftflotte 2 e 3 intanto ingaggiarono scontri con gli aerei della RAF e bombardarono basi aeree e fabbriche registrando notevoli perdite (in un solo giorno non rientrarono alle basi 75 aerei) ma spingendo al collasso la produzione nemica. A quel punto, il primo ministro britannico Winston Churchill ordinò al Bomber Command della RAF di eseguire dei raid su Berlino e Hitler, adirato, ordinò alla Luftwaffe di allentare la pressione sulle fabbriche britanniche per concentrarsi unicamente sulle città.

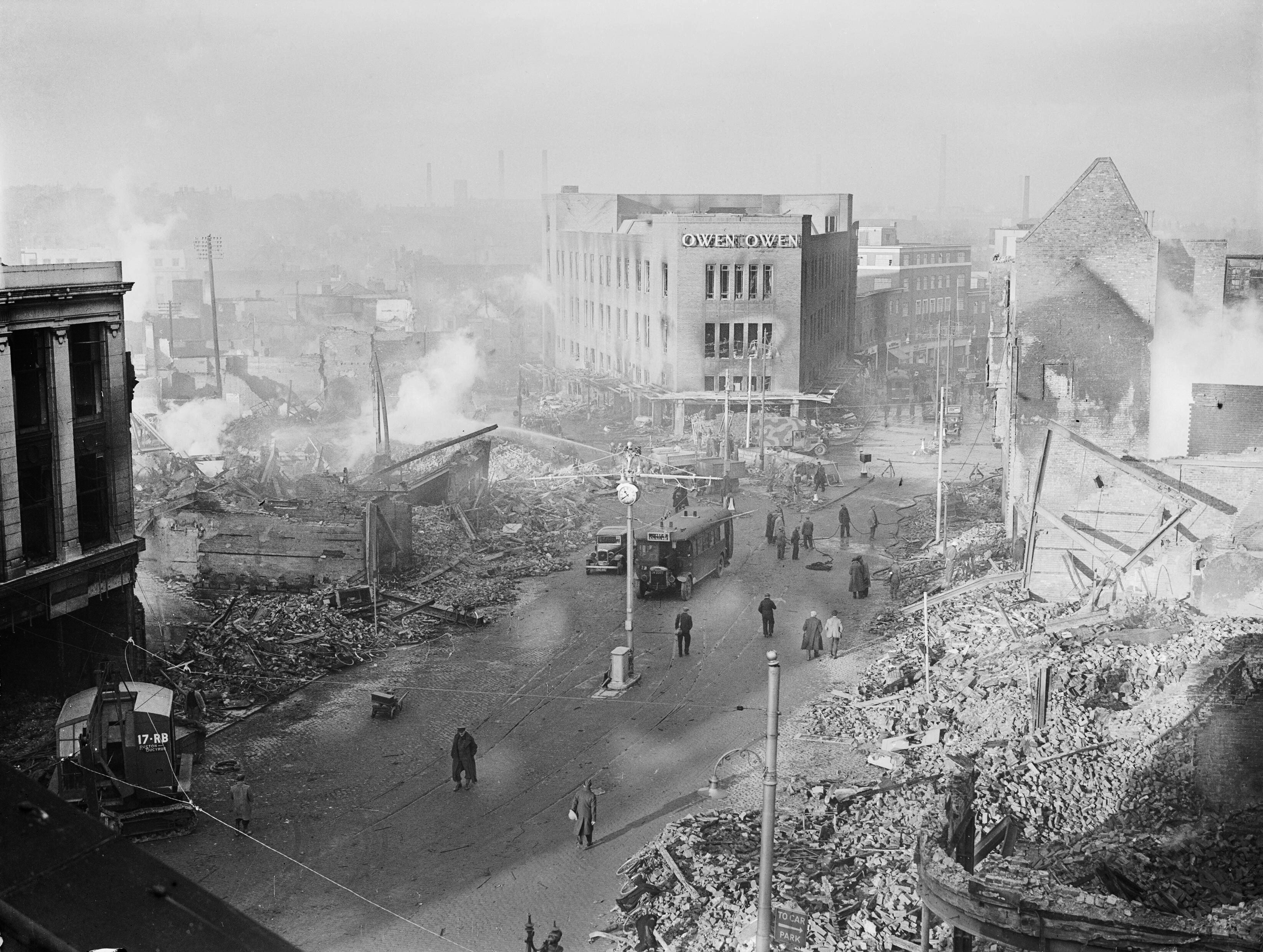
Effetti del bombardamento di Coventry nel centro storico della città

È da tenere presente che i piloti della RAF erano avvantaggiati rispetto ai loro colleghi tedeschi perché operavano da basi molto vicine ai teatri di battaglia, dunque potevano caricare meno carburante con un vantaggio in termini di agilità; inoltre, se venivano abbattuti e non morivano, venivano recuperati e reintrodotti nelle loro squadriglie, mentre un pilota tedesco abbattuto o veniva catturato o periva in mare se i soccorsi tardavano ad arrivare. Per quanto riguarda gli aerei, i bombardieri tedeschi non erano stati progettati per condurre bombardamenti strategici a lungo raggio, inoltre si rivelarono vulnerabili agli attacchi aerei nemici, complice anche la scarsa protezione offerta loro dai Bf 110 o dai Bf 109 (la cui scarsa autonomia li costringeva a rientrare alla base prematuramente); i Ju 87 Stuka erano efficaci e precisi nel bombardamento, ma in scontri con altri caccia di solito aveva la peggio; l'unico elemento di parità era quando si scontravano Bf 109 e Spitfire, comunque inferiore di numero rispetto all'Hawker Hurricane. Da non dimenticare, inoltre, è il fatto che i britannici disponevano del "Chain Home", un sistema di stazioni radar posto sulle coste che permetteva di avvistare con largo anticipo le formazioni aeree tedesche.

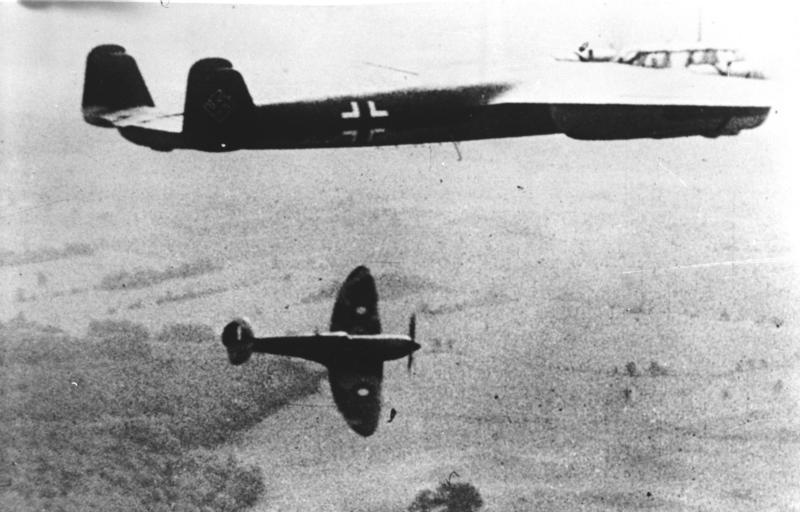
Uno Spitfire fa manovra dopo un attacco fallito ad un Do 17 nel dicembre 1940, quando l'offensiva della Luftwaffe era da tempo nella fase discendente

L'OKL iniziò a condurre anche operazioni di bombardamento notturno volte a diminuire le perdite di equipaggi, e per questo introdusse l'utilizzo di apparecchiature radio per aumentare la precisione delle bombe che altrimenti sarebbero state sganciate quasi alla cieca. Il sistema Knickebein permise al pilota di seguire un segnale radio fino al punto prestabilito, e quando si sentiva un secondo segnale il navigatore sganciava il carico bellico. I britannici riuscirono però a captare i segnali radio e a modificarli in modo da far cadere le bombe in luoghi disabitati, e lo stesso fecero con il sistema X-Gerät, più preciso del Knickebein. Neanche con il nuovo Y-Gerät si riuscì ad impedire agli operatori d'oltremanica di manomettere i segnali inviati agli apparecchi tedeschi.
A settembre la Luftwaffe, su richiesta di Hitler, intensificò i bombardamenti, anche notturni, sulle città inglesi (Coventry, Birmingham, Liverpool, Plymouth, Bristol e specialmente Londra). Le perdite furono spropositate rispetto ai risultati conseguiti e fra i piloti iniziò a serpeggiare il malcontento, anche perché nuove strategie per ridurre le perdite, come un maggiore utilizzo dello Junkers Ju 88, più veloce rispetto all'Heinkel He 111, non ebbero successo. Il volgere dell'attenzione verso le città anziché ai campi d'aviazione permise ai caccia britannici di rafforzarsi e respingere una volta per tutte la Luftwaffe: dal 7 al 15 settembre 1940 i tedeschi persero ben 175 velivoli. A Hitler non rimase che rinviare la tanto attesa operazione Seelöwe, anche se gli attacchi contro Londra e i porti della Manica continuarono fino al 1941 inoltrato.
La battaglia d'Inghilterra fu la prima grande battuta d'arresto per le forze armate tedesche, con la Luftwaffe che perse un totale di 1 789 velivoli, dei quali 1 385 in combattimento.

#### Mediterraneo e Africa settentrionale

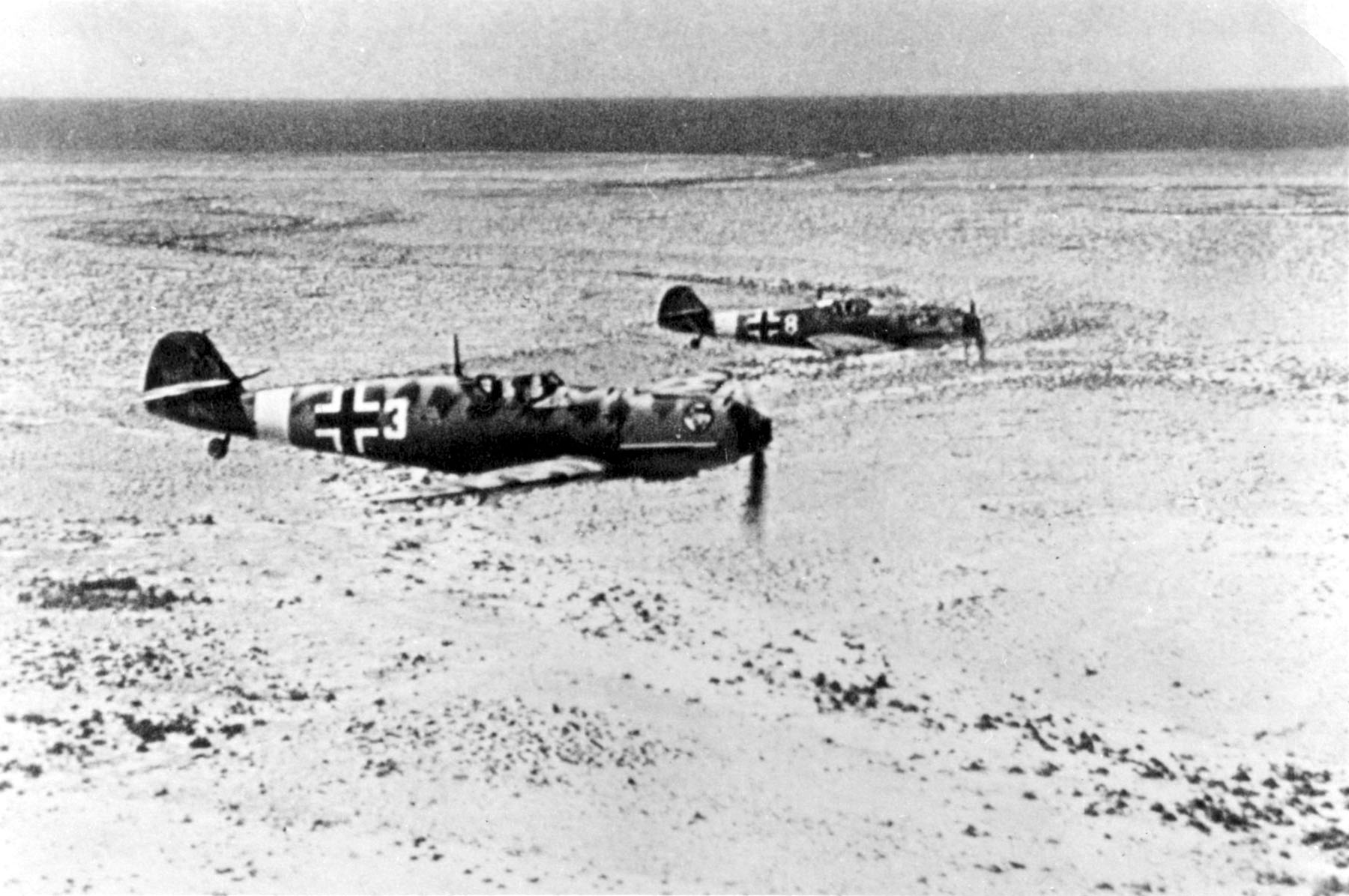
Messerschmitt Bf 109 in volo nel Nordafrica. La banda bianca vicina alla coda era il simbolo di riconoscimento per gli aerei che prestavano servizio nel Mediterraneo

La prima presenza di aerei tedeschi nel mar Mediterraneo si ebbe nel giugno 1940, quando la Luftwaffe stipulò un accordo con la Regia Aeronautica per trasportare truppe italiane in Albania; solo alla fine di quell'anno, quando fu inviato il X Fliegerkorps, si poté parlare di una "vera" Luftwaffe nel Mediterraneo. Il compito principale di questa unità era l'attacco alla base britannica di Malta e alle navi in una zona che comprendeva l'intero Mediterraneo centrale, inclusa la Sicilia, la Sardegna e il Nordafrica. Due iniziali successi furono il danneggiamento della portaerei Illustrious e l'affondamento dell'incrociatore Southampton.
Nel febbraio 1941 venne istituita in Libia con i Bf 110 (VII./ZG 26 e VIII./ZG 26) e gli Stuka (I./StG 1 e II./StG 2) la nuova Fliegerführer Afrika per supportare direttamente l'Afrikakorps di Rommel. Con l'arrivo ad aprile di nuovi Bf 109 dotati di filtri antisabbia la Fliegerführer Afrika si scontrò subito con i più numerosi caccia Hurricane e Curtiss P-40, riportando importanti vittorie grazie alla superiorità tecnica dei loro aerei e all'esperienza dei piloti. Dopo una breve pausa per entrambi gli schieramenti durante l'estate, l'attività della Luftwaffe riprese anche se limitata dalla penuria di carburante e pezzi di ricambio per gli aerei. A dicembre, dopo il fallimento dell'operazione Crusader iniziata dalla Gran Bretagna, l'OKL inviò 400 aerei tolti al fronte orientale e nel gennaio 1942 spostò la Luftflotte 2, ancora al comando di Kesselring, in Sicilia.
A gennaio le forze del X e II Fliegerkorps e della Fliegerführer Afrika ammontavano a circa 650 velivoli, ed era giunto anche un convoglio di rifornimenti e carburante dall'Italia. Tuttavia, la sabbia e il vento logorarono velocemente gli aeroplani in volo, cosicché a febbraio ci fu un nuovo stop, e fino a maggio le azioni si materializzarono in voli di caccia libera sopra Tobruch e bombardamenti su Malta.

L'asso di picche era il Geschwaderzeichen (simbolo di stormo) del JG 53, uno dei migliori stormi che la Luftwaffe schierò in Africa

Il 26 maggio 1942 Rommel si decise a conquistare Tobruk. Preceduto da un intenso bombardamento aero-terrestre (compiuto dai soliti Ju 87 e Ju 88), le forze italo-tedesche fecero breccia nella città che si arrese il giorno dopo. Il successo venne coronato dalla cattura di enormi quantità di mezzi, viveri e carburante, elementi che nell'Afrikakorps non erano mai in abbondanza. Fiduciose della vittoria, le potenze dell'Asse iniziarono una nuova veloce avanzata nel deserto conquistando territori e catturando rifornimenti mentre i soldati britannici si ritirarono in tutta fretta; fortunatamente per loro però, l'avanzata di Rommel si allungò troppo verso est, con il risultato che i rifornimenti di gasolio ai panzer erano lenti ad arrivare. Le forze del Commonwealth, ora sotto il comando del generale Claude Auchinleck, si riorganizzarono in fretta a El Alamein (avvantaggiati anche dall'abbondanza di risorse a loro disposizione) e la RAF iniziò a rendere la vita dura ai piloti dei cacciabombardieri della Luftwaffe, che non poté così più garantire una valida copertura aerea. Nonostante l'arrivo di qualche nuovo Bf 109 e un Geschwader di Ju 88 da Creta, gli inglesi non cedettero e anzi bloccarono le truppe tedesche e italiane.
Alla fine di agosto Rommel attaccò le linee difensive britanniche del nuovo generale Montgomery con la RAF che non dette tregua agli aeroporti tedeschi e la Luftwaffe che perse, a causa di un guasto al suo Bf 109, Hans-Joachim Marseille, in assoluto il migliore pilota tedesco di tutto il fronte occidentale durante la guerra. In ottobre Montgomery contrattaccò e costrinse Rommel a ritirarsi con gli ultimi 30 Stuka e 60 Bf 109 rimasti. Quando gli statunitensi sbarcarono in Marocco e Algeria (operazione Torch), l'ombra di un annientamento totale si riversò sui pochi superstiti dell'Afrikakorps, ma Hitler, deciso a resistere fino all'ultimo, ordinò di inviare ingenti quantità di rinforzi in Tunisia, ultima roccaforte dell'Asse in Africa. La Luftflotte 2 si ritrovò così, nel dicembre 1942, con 1 220 velivoli da combattimento tra cui i nuovi Focke-Wulf Fw 190 che si alzarono in volo dalla Sicilia; la Fliegerführer Afrika venne sostituita con la Fliegerführer Tunisien. L'inesorabile perdita di territori costrinse la Luftwaffe a operare quasi esclusivamente dalla Sicilia, e neanche l'ultimo contrattacco compiuto con i rimanenti Bf 109, Ju 87, Fw 190 e Hs 129 ribaltò la situazione.
Nel maggio 1943 la quasi totalità della Fliegerführer Tunisien venne trasferita in altre zone di guerra.

#### Balcani, Grecia e mar Egeo

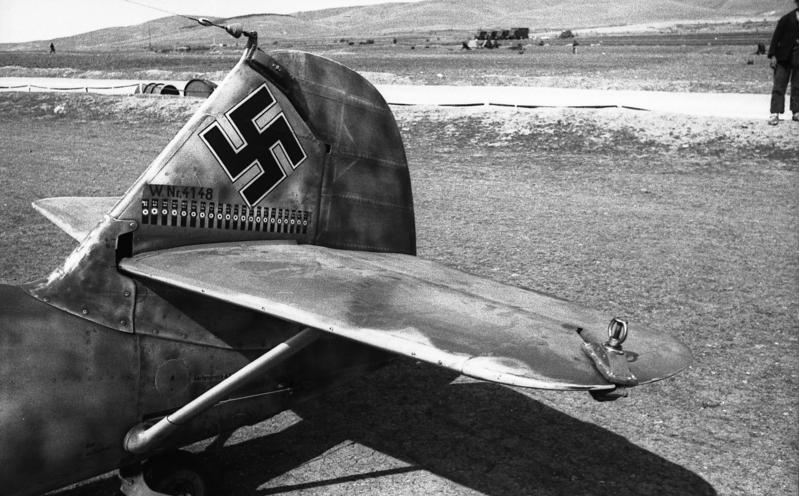
Come dimostrano i simboli sulla coda di questo Bf 109E-7 dello JG 27, il pilota di questo aereo aveva all'attivo 21 vittorie. Il JG 27 partecipò sia alla campagna dei Balcani che all'operazione Marita

Lasciata alle spalle la battaglia d'Inghilterra, Hitler focalizzò l'attenzione verso i Balcani per assicurarsi il fianco meridionale in vista dell'operazione Barbarossa. Senza aspettare troppo, la Wehrmacht iniziò l'invasione della Jugoslavia affidando alla sua forza aerea la completa distruzione della capitale Belgrado. Il 6 aprile le bombe tedesche colpirono pesantemente la città e la base aerea di Zemun per tutto il giorno, riducendola ad un cumulo di macerie. Per le truppe a terra non fu difficile completare l'opera di occupazione.
Nonostante i Ju 87 si fossero dimostrati vulnerabili, in Grecia non incontrarono un'opposizione degna di tale nome perché l'esercito e l'aviazione greca non avevano sufficienti mezzi da dispiegare. Insieme ai bombardieri medi, questi aerei sganciarono sul Pireo mine navali e bombe su navi e depositi. Fu colpita anche una nave trasportante materiale bellico, la Clan Fraser, che con la sua esplosione rase al suolo l'intero porto. Le azioni di attacco proseguirono con attacchi al suolo contro i mezzi degli Alleati.
La Wehrmacht iniziò ad impossessarsi anche delle isole dell'Egeo controllate da piccole guarnigioni della Regia Marina che avevano deciso di restare fedeli al re Vittorio Emanuele III dopo l'8 settembre 1943. Preceduti dai britannici a Coo, Samo e Lero, i tedeschi sbarcarono invece a Rodi con la protezione aerea del III./JG 27 e del III./StG 3, e da qui ripartirono alla volta di Coo sopraffacendo il presidio anglo-italiano in breve tempo. Nel frattempo gli Stuka bombardarono anche Lero e a novembre i Ju 52 vi paracadutarono un gruppo di paracadutisti, che ebbero la meglio dell'avversario dopo cinque giorni di duro combattimento.
N.B.: riguardo alla battaglia di Creta, vedi più sotto, nel paragrafo "Forze ed operazioni terrestri della Luftwaffe".

#### La parentesi irachena
Nell'aprile 1941 l'ex primo ministro iracheno Rashid Ali al-Kaylani, approfittando delle recenti vittorie tedesche in Africa e nei Balcani e appoggiato dai tedeschi, interessati ad accedere ai pozzi petroliferi mesopotamici, organizzò con successo un colpo di Stato contro il primo ministro Taha al-Hashimi e il reggente Abd al-Ilah, filo-britannici. Rashid chiese aiuto all'Italia e alla Germania, che risposero entrambe inviando reparti aerei nel teatro. La Luftwaffe, in particolare, fece arrivare agli inizi di maggio il Sonderkommando Junck (dal cognome del suo comandante Werner Junck) composto da undici Bf 110 D-3 della 4./ZG 76 e sette He 111 H-6 della 4./KG 4 o del Gruppenstab del II./KG 4, tutti portanti le insegne dell'aeronautica irachena per nascondere il più possibile l'intervento. L'unità era abbastanza disorganizzata (mancavano persino carte geografiche attendibili), ma gli equipaggi cominciarono comunque le operazioni contro gli aeroporti britannici il 10 maggio, anche se la controffensiva del generale Archibald Wavell spinse i tedeschi a ritirarsi già alla fine del mese, quando si arresero anche le truppe irachene.

#### Le ostilità con l'Unione Sovietica

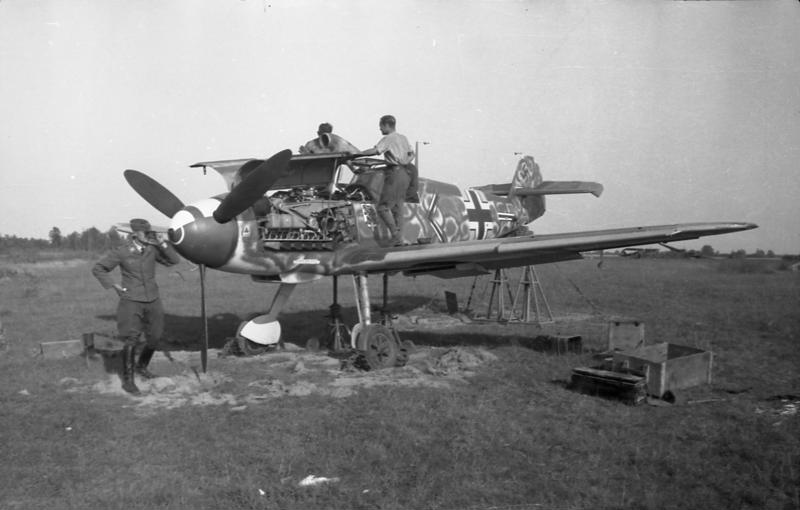
Agosto 1941, vicino a Leningrado: manutenzione di un Bf 109 del JG 54

La Luftwaffe si stava da tempo preparando all'invasione del territorio sovietico sorvolando con degli aerei da ricognizione le basi dell'aeronautica sovietica (VVS), che al momento dell'invasione, il 22 giugno 1941, aveva piloti inesperti e aerei inadatti a fronteggiare un potente attacco. Con oltre 1 945 aerei, tra cui i vecchi Henschel Hs 123 per ingrossare le file, per i piloti tedeschi fu dunque facile spazzare via dai cieli e dalle basi a terra il nemico: in un solo giorno la Luftwaffe distrusse 1 800 aerei perdendone solo 35. Anche qui, come in Africa, il simbolo di riconoscimento degli aeroplani germanici era una banda verticale dipinta sulla fusoliera, ma era gialla anziché bianca.
Agli inizi di ottobre, con l'operazione Tifone, la Wehrmacht si accinse ad accerchiare e conquistare Mosca le cui vie di comunicazione sarebbero state interrotte dall'aviazione. Ma il freddo intenso (che congelava il carburante all'interno dei velivoli) e l'arrivo di rinforzi all'Armata Rossa, costrinsero le forze della Germania a fermarsi. L'avanzata riprese lentamente a novembre, con la Luftwaffe impegnata anche nel trasporto dei rifornimenti alle truppe, ma, ancora una volta, l'inverno pose non pochi problemi ai piloti.

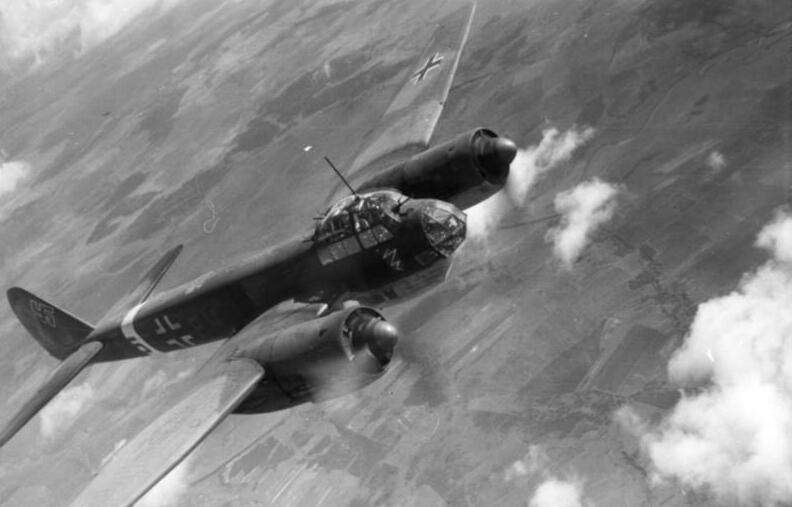
Un Ju 88 del KG 3 sorvola il territorio sovietico nel 1942

Fino all'inizio della primavera del 1942 la Luftwaffe supportò con lanci di rifornimenti e paracadutisti le unità della Wehrmacht assediate dai soldati dell'Unione Sovietica, e non appena iniziò il disgelo ricominciarono le azioni di supporto al suolo, caccia libera e bombardamento. Questa volta il principale aereo schierato al fronte era il Focke-Wulf Fw 190, che eccelleva sia nel ruolo di caccia che in quello di cacciabombardiere.
Con 1 500 aeroplani alle dipendenze della Luftflotte 4 nel settore Don-Caucaso e altri 600 inquadrati nel Luftgaukommando-Ost, la Luftwaffe tornò in massa a supportare l'operazione Blu e l'attacco a Sebastopoli, dove in sole tre settimane fu sganciata una quantità di bombe superiore a quella lanciata in Gran Bretagna nel 1940, spezzando così l'ultima resistenza della città. In assenza di una valida opposizione di caccia, gli Stuka ritornarono alla loro funzione principale di eliminare il nemico per liberare la strada alla Wehrmacht. Dopo i successi di Rostov e Voronež, la Luftwaffe si impegnò nell'attacco a Stalingrado con i Fliegerkorps I, IV e VIII conducendo massicci bombardamenti che rasero al suolo la città.

#### Controffensive Alleate

##### Campagna d'Italia

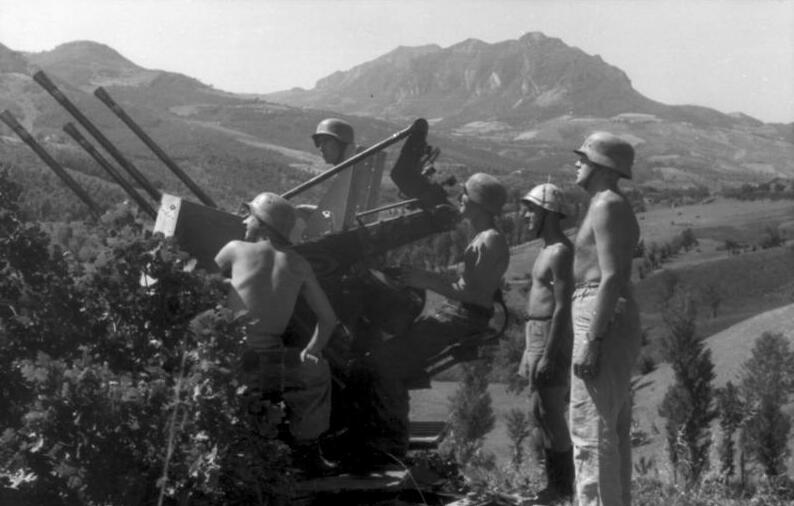
A causa dell'inesperienza e della penuria di uomini e mezzi, i soldati tedeschi durante la campagna d'Italia dovettero affidarsi prevalentemente sulla contraerea per fronteggiare le aviazioni nemiche

Prima di far sbarcare le truppe in Sicilia, il generale statunitense Patton si accordò con l'United States Army Air Forces (USAAF – forze aeree dell'esercito USA) per farsi precedere da un devastante attacco contro le ormai esigue forze aeree dell'Asse, colpendo ripetutamente gli aerei a terra conquistando la totale supremazia del cielo. La Luftwaffe fu costretta a spostare la maggior parte dei suoi equipaggi lontano dal raggio d'azione dei bombardieri quadrimotore statunitensi e britannici, tanto che al momento dell'sbarco in Sicilia poteva schierare solo 25 dei suoi ultimi 625 aerei presenti nel Mediterraneo. Mentre la Regia Aeronautica fece quel che poté, a terra l'esercito tedesco (compresa la 1ª divisione paracadutisti) evitò una completa catastrofe grazie anche all'abilità del generale Albert Kesselring.
Il 23 agosto l'aeronautica tedesca bombardò Palermo dove il 3 settembre affondò anche due sommergibili, il 25 agosto insieme alla Regia Aeronautica colpì Siracusa, il 28 seguente fu la volta di Augusta, rivisitata il 3 settembre così come Catania, colpita già il 29 agosto. Dopo la capitolazione dell'Italia resa nota l'8 settembre 1943, la Wehrmacht invase rapidamente tutto il territorio italiano e si preparò a respingere in mare le truppe statunitensi sbarcate a Salerno in seguito all'sbarco a Salerno. La rinforzata Luftwaffe attaccò con i suoi cacciabombardieri e bombardieri medi le navi e le forze terrestri Alleate, anche con buoni risultati, ma la Wehrmacht non riuscì nel suo intento. D'ora in poi, la presenza di aerei tedeschi fu minima e non influì più in maniera significativa sulle sorti della campagna italiana. Il 23 ottobre venti Ju 88 bombardarono Napoli in rappresaglia alla rivolta che aveva scacciato la Wehrmacht dalla città.
Nel febbraio 1944, durante il contrattacco tedesco su Anzio, la Luftwaffe riuscì ad eseguire circa 600 sortite al giorno, ma già a Montecassino i velivoli in grado di volare erano decisamente pochi, per di più i piloti non potevano vantare una grande esperienza di combattimenti alle spalle.

##### Stalingrado, Kursk e ultime azioni in territorio sovietico
| Pilota           | Vittorie |
| Erich Hartmann   | 350      |
| Gerhard Barkhorn | 301      |
| Günther Rall     | 271      |
| Otto Kittel      | 267      |
| Walter Nowotny   | 255      |
| Wilhelm Batz     | 234      |
| Hermann Graf     | 202      |
| Helmut Lipfert   | 200      |
| Heinrich Ehrler  | 198      |
| Walter Schuck    | 189      |
| Joachim Brendel  | 189      |

La 6ª armata tedesca guidata da Friedrich Paulus attaccò senza sosta la città di Stalingrado, riuscendo ad impadronirsi, al massimo della sua avanzata, del 90% della città grazie anche al costante supporto aereo messo a disposizione dalla Luftwaffe. A novembre ci furono altri poderosi attacchi tedeschi, ma l'Armata Rossa riuscì con una tenace difesa a tenere le posizioni e ad accerchiare gli uomini della 6ª armata, che si ritrovarono così costretti a chiedere aiuto alla Luftwaffe per ricevere munizioni e rifornimenti. Göring assicurò di riuscire a soddisfare le necessità quotidiane di Paulus (800 tonnellate di materiale), ma in realtà gli aerei disponibili erano insufficienti e la contraerea sovietica a terra complicò le cose: di fatto, nonostante gli sforzi degli equipaggi, si riuscì a paracadutare solo una media di 118 tonnellate di materiale al giorno, con un massimo di 362 tonnellate. Quando, nel febbraio del 1943, Paulus si arrese, la Luftwaffe aveva perso 1 100 equipaggi e 488 aerei, di cui 266 erano Ju 52, 165 He 111, 42 Ju 86, 9 Fw 200 e 6 He 177.
Euforici della vittoria a Stalingrado, i sovietici cominciarono a riprendersi i territori persi nell'estate del 1942, ma Erich von Manstein riorganizzò l'esercito, e a marzo contrattaccò conquistando Char'kov e stabilizzando il fronte. Se la situazione sorrideva alle divisioni corazzate, che ricevettero nuovi carri, altrettanto non si poté dire per la Luftwaffe: nel luglio 1943 molti velivoli furono trasferiti in Germania per difenderla dagli attacchi angloamericani, e la contraerea fu prestata alle forze di terra per usarla contro i mezzi corazzati sovietici; le Luftflotte 4 e 6 non avevano carburante sufficiente a mantenere operativi tutti gli aerei disponibili, inoltre il livello di esperienza dei piloti sovietici era aumentato così come la qualità degli aerei da essi pilotati. Quando a luglio cominciò l'operazione Cittadella, gli alti comandi germanici si trovarono di fronte un nemico ben preparato che inflisse gravissime perdite alle divisioni corazzate e alla Luftwaffe, che perse 220 velivoli.
Nonostante le enormi perdite subite, l'Armata Rossa continuò ad avanzare e l'aviazione militare tedesca, con i Fliegerkorps I e VIII, non riuscì ad opporre resistenza nonostante gli aerei a disposizione fossero i soliti ottimi Bf 109 e Fw 190, pilotati però da uomini inesperti dato che molti veterani erano periti durante gli scontri precedenti.

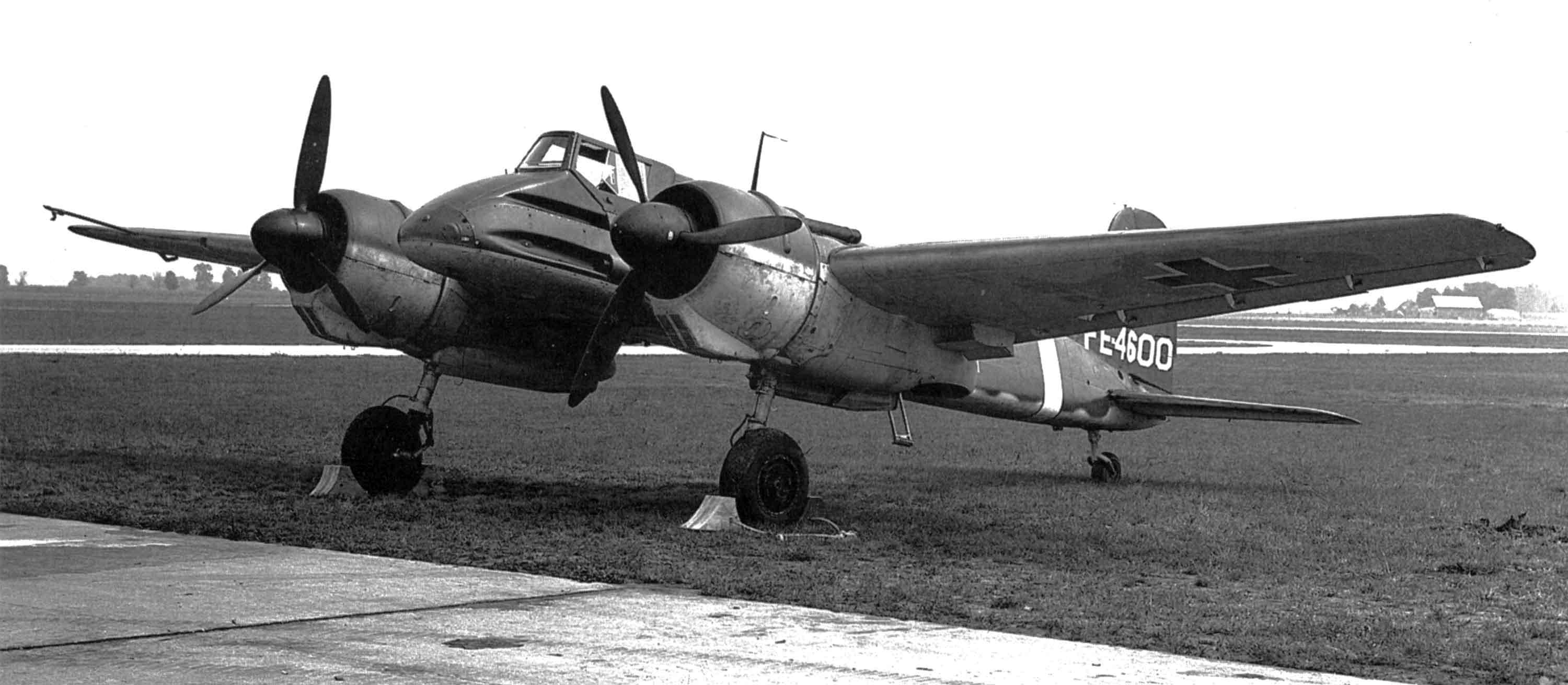
Neanche il cacciabombardiere pesante Hs 129 riuscì ad arrestare l'avanzata sovietica

Di fronte all'inarrestabile avanzata dell'Armata Rossa, la Wehrmacht non poté fare altro che ritirarsi ritardando il più possibile l'ingresso in territorio tedesco ai nemici. Nel luglio 1944 anche la Luftwaffe era in affanno, con soli 1 700 aerei disponibili, la maggior parte stanziati a sud per difendere i campi petroliferi rumeni. Nello stesso mese i sovietici, con una produzione mensile di migliaia di aerei e carri armati, iniziarono ad attaccare il gruppo d'armate Centro. L'aviazione tedesca concentrò i suoi sforzi nel settore spostando aerei da sud e richiamando unità di caccia dalla Germania (III./JG 52 e IV./JG 51) e cacciabombardieri dall'Italia (I./SchG 4 e II./SchG 4), ma queste mosse non impedirono al gruppo d'armate Centro di essere spazzato via in pochi giorni. Avendo lasciato scoperti i pozzi petroliferi rumeni, la Luftwaffe inoltre non riuscì a contenere i bombardamenti che vi effettuarono i quadrimotori dell'USAAF, e nulla poté contro la deposizione del dittatore rumeno Antonescu.
Nell'agosto 1944 I cittadini di Varsavia approfittarono della situazione per tentare un'insurrezione nei confronti di Hitler, ma gli Stuka e i bombardieri medi distrussero completamente la città dando alle SS un aiuto significativo nel riprendersi la capitale polacca. Nel frattempo i sovietici continuarono la loro avanzata con la Luftwaffe che, nonostante l'introduzione del Messerschmitt Me 410 per sostituire i Bf 110, non riuscì a contrastare la schiacciante superiorità della VVS.
Ad ottobre, causa mancanza di carburante, tutte le operazioni aeree vennero sospese. A dicembre la Luftflotte 4, guidata dal Generaloberst (generale d'armata aerea) Otto Dessloch, era stanziata nella Polonia meridionale insieme al Luftwaffen-Kommando Südost proveniente dai Balcani; la Luftflotte 6 invece affrontò i sovietici in Polonia settentrionale sotto il comando del Generaloberst Robert Ritter von Greim.

##### Europa nordoccidentale

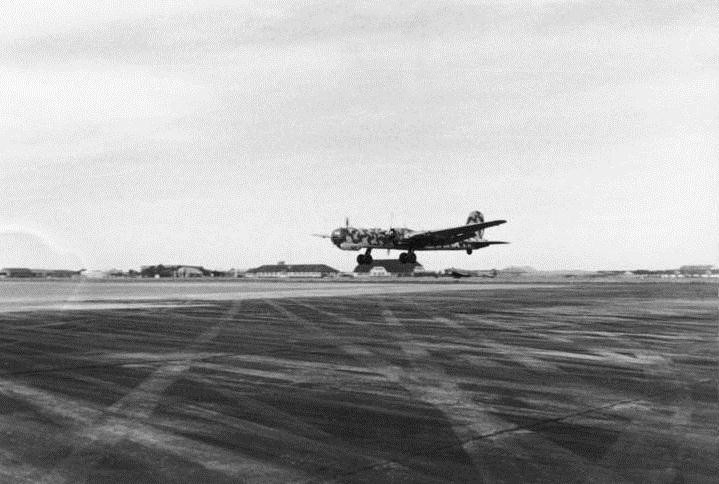
Un He 177 decolla per una sortita nel 1944

Il primo passo della Luftwaffe nel gennaio 1944 fu quello di attuare l'operazione Steinbock (stambecco), un'offensiva notturna attuata fino a maggio con lo scopo di distruggere obiettivi militari e civili nell'Inghilterra meridionale. Hitler ordinò al generale Dietrich Peltz di organizzare l'operazione in risposta ai continui bombardamenti che il Bomber Command effettuava sulla Germania. Peltz riuscì a raccogliere, anche sottraendoli al fronte orientale e italiano, 499 bombardieri tra He 177, He 111, Ju 88, Ju 188, Do 217 e Me 410 e 25 cacciabombardieri Fw 190. Il primo attacco della serie partì la notte del 21-22 gennaio 1944. Novantacinque aerei tedeschi puntarono su Londra riuscendo ad appiccare qualche incendio e a distruggere numerosi edifici, ma la contraerea e i caccia notturni britannici riportarono venticinque vittorie. Al secondo attacco sulla capitale britannica, la notte del 29-30 gennaio, parteciparono 285 bombardieri ma 18 vennero abbattuti e i restanti non fecero gravi danni. A febbraio la Luftwaffe tornò su Londra le notti del 18-19, 20-21, 22-23, 23-24 e 24-25 con un totale di circa 1 300 aerei che però non riuscirono a far lievitare in maniera significativa i danni procurati a terra, mentre al contrario aumentarono le loro perdite. Londra tornò ad essere oggetto di attacchi nelle notti dall'1 al 2, 14-15, 21-22 e 24-25 marzo 1944. La notte del 20-21 marzo fu invece colpita Kingston upon Hull e in quella del 27-28 il Galles. Il "baby blitz", come lo definirono i britannici paragonandolo alla ben più grande sciagura che si riversò su di loro durante il biennio 1940-1941, nell'ambito della battaglia d'Inghilterra, era già nella sua fase discendente. La Luftwaffe aveva subito perdite ingenti senza che al nemico fosse stato arrecato nessun danno di una certa entità.
Al momento dello sbarco in Normandia Hitler aveva trasferito 200 000 uomini della Luftwaffe sul fronte orientale, sicuro che le difese terrestri avrebbero contenuto l'avanzata Alleata. Contro lo strapotere statunitense in cielo, il 6 giugno 1944, giorno dell'invasione Alleata, almeno in un primo tempo si alzarono in volo solo due aerei tedeschi: i Fw 190 di Josef Priller e Heinz Wodarczyk. In seguito l'aviazione tedesca poté contrapporre circa 300 aerei, ma neanche quando giunsero i rinforzi le sorti della battaglia cambiarono.
Nell'autunno del 1944 furono apportate modifiche agli He 111 del III./KG 3 per permettere il trasporto e il lancio delle nuove armi V1; il numero degli aerei impegnati salì circa fino a cento grazie anche ad aerei del KG 53, con l'ultimo missile fu lanciato nel marzo 1945. Nel settembre 1944 il generale britannico Montgomery diede il via all'operazione Market Garden con l'obiettivo di conquistare ponti strategici per permettere una rapida avanzata delle forze britanniche nei Paesi Bassi e quindi in Germania. Gli scontri nei cieli si fecero immediatamente molto duri con perdite non indifferenti per entrambi gli schieramenti, ma la Luftwaffe riuscì ad abbattere ugualmente un discreto numero di C-47 trasportanti i paracadutisti della 1ª divisione aviotrasportata britannica.

#### L'attacco nelle Ardenne e l'ultima resistenza

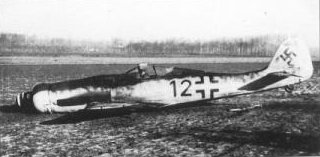
Un Focke-Wulf Fw 190D-9 del JG 54 (tenente Theo Nibel) abbattuto da un impatto con una pernice che rimase incastrata nel radiatore non lontano da Bruxelles il 1º gennaio 1945

La Germania preparò un ultimo attacco nella zona delle Ardenne che prese il via nel dicembre 1944. L'intento era quello di respingere gli Alleati oltre Anversa e impadronirsi dei magazzini di rifornimento incontrati lungo il percorso. Le poche centinaia di aerei del Luftwaffen-Kommando West furono rinforzati per l'occasione da 1 200 caccia della Luftflotte Reich e della Luftflotte 6 che supportarono l'avanzata tedesca. Il maltempo complicò le cose rendendo frammentarie le azioni militari dell'aviazione di entrambi gli schieramenti, ma non appena migliorò la superiorità numerica dell'USAAF e della RAF si fece sentire di nuovo. Nonostante gli sforzi delle unità della Luftwaffe, che subirono gravi perdite, alla fine di dicembre la Wehrmacht dovette sospendere l'avanzata.
Il 1º gennaio 1945 la Luftwaffe era pronta a scatenare la sua ultima offensiva ad occidente per ridurre drasticamente l'attività della caccia nemica colpendo a sorpresa gli aerei mentre erano ancora a terra negli aeroporti; all'operazione fu dato il nome di "Bodenplatte", e vi presero parte circa 800 aerei appartenenti a vari JG della 5ª Jagddivision insieme ad altri caccia notturni, aerei da ricognizione e Messerschmitt Me 262 del I./KG 51. Alla mattina i caccia germanici si alzarono in volo con una debole nebbia che causò dei ritardi, fatto che provocò episodi di fuoco amico dato che gli operatori della FlaK si videro venire incontro decine di aerei ad un orario diverso da quello prestabilito. Nonostante questo imprevisto il fattore sorpresa non saltò, e 196 velivoli Alleati vennero messi fuori uso, per la maggior parte a terra; tale successo venne però ridimensionato dalle perdite subite dalla Luftwaffe: 300 aerei persi, 170 piloti uccisi e 67 catturati. In definitiva, l'operazione Bodenplatte risultò essere un fallimento.
| Data (1945) | Pilota          | Unità         | Vittima  |
| 1º maggio   | Erwin Teske     | 8./JG 4       | Yak-9    |
| 1º maggio   | Hermann Guhl    | 2./JG 26      | Spitfire |
| 1º maggio   | Heinz Marquardt | 13./JG 51     | Spitfire |
| 2 maggio    | Kurt Hammel     | 3./JG 77      | La-5     |
| 4 maggio    | Klaus Faber     | JV 44         | P-47     |
| 8 maggio    | Fritz Stehle    | 2./JG 7       | P-39     |
| 8 maggio    | Erich Hartmann  | Stab I./JG 52 | Yak-9    |
| 8 maggio    | Gerhard Thyben  | 4./JG 54      | Pe-2     |

La situazione della Luftwaffe si fece di giorno in giorno più disperata, con la RAF e l'USAAF che bombardavano i depositi di rifornimento protetti da una numerosa scorta di Spitfire e Mustang. Il 14 gennaio 1945 un'imponente flotta di quadrimotori Alleati diresse verso Magdeburgo, Colonia e Stendal con la loro scorta che abbatté ben 161 aerei tedeschi (appartenenti quasi tutti al JG 300 e al JG 301) perdendone solo 15. Il 7 aprile si alzarono in volo, con il suono della marce militari trasmesso via radio, 183 Bf 109 del Sonderkommando Elbe con l'ordine di distruggere più aerei nemici possibile: al termine della giornata le perdite Alleate furono minime, mentre 70 piloti tedeschi non fecero ritorno a casa.
All'Oberkommando der Wehrmacht e all'Oberkommando der Luftwaffe preoccupò molto di più l'avanzata sovietica a est, ed entro la fine di gennaio circa venti Jagdgruppe furono trasferiti nel settore. Il 12 aprile 1945 von Greim riuscì a riunire 1 850 caccia della Luftflotte 6 da impiegare nella difesa di Berlino, anche se il carburante era scarsissimo e l'aviazione sovietica numericamente superiore. Il 30 aprile Hitler si suicidò, ma alcuni piloti tedeschi volarono sino al termine ultimo per deporre le armi, cioè fino al 9 maggio.
Dal 1º settembre 1939 gli arruolati nella Luftwaffe furono più di 3 400 000; andarono persi in totale 95 000 aerei e più di 512 000 uomini (165 014 morti, 155 450 feriti, 192 594 dispersi e 120 disertori).

## Propulsione a reazione

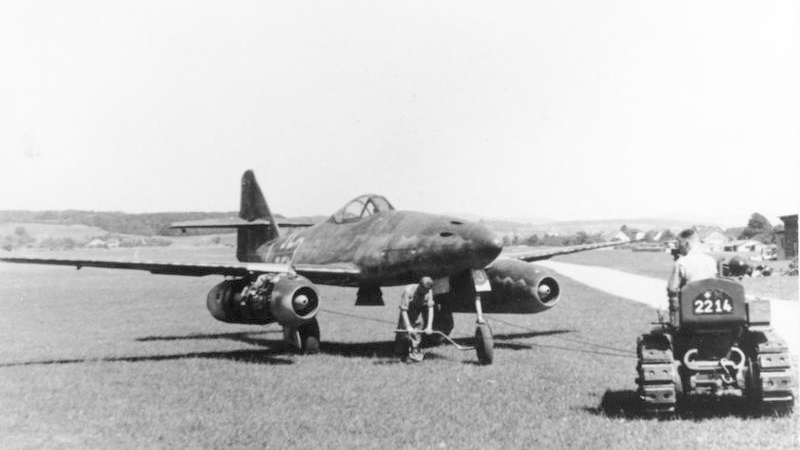
L'Me 262 fu il primo caccia della storia con motore a reazione ad entrare in servizio operativo

La Luftwaffe fu la prima forza aerea del mondo ad impiegare in missioni di guerra aerei a reazione.
Il primo fu il Messerschmitt Me 262, prodotto in tante versioni come caccia classico, caccia notturno, bombardiere leggero e cacciabombardiere. Capace di toccare gli 870 km/h, l'Me 262 entrò nei ranghi nel luglio 1944 con il Kommando Nowotny, che prese il nome dall'asso che la comandava, Walter Nowotny. Dopo la morte del comandante avvenuta durante un atterraggio, l'unità costituì il nuovo JG 7 che chiamò a sé svariati assi dell'aviazione. Gli Me 262 erano estremamente vulnerabili in fase di atterraggio e decollo, perciò gli aviatori britannici e statunitensi si specializzarono a colpirli proprio in queste due situazioni.
Il Messerschmitt Me 163 iniziò anch'esso ad essere operativo nel luglio 1944, con i primi prototipi testati dallo speciale squadrone Erprobungskommando 16. Con una velocità massima di 960 km/h, una quota di tangenza di 12040 m e una maneggevolezza fuori dal comune, l'Me 163 era di gran lunga superiore a qualunque caccia a pistoni dell'epoca. I suoi punti deboli erano una limitatissima autonomia che lo costringeva, dopo l'eventuale attacco ad un bombardiere, a planare fino a terra esposto agli attacchi dei caccia di scorta, e al propellente che poteva esplodere in seguito agli scossoni prodotti in fase di atterraggio. La prima unità ad essere equipaggiata interamente con questo aereo fu il I./JG 400, che compì la sua prima azione di guerra il 28 luglio 1944.
La Luftwaffe fu anche la prima ad impiegare in missioni di guerra un bombardiere a reazione, l'Arado Ar 234, operativo dall'estate 1944. Un altro aereo a reazione ad essere effettivamente usato fu il caccia Heinkel He 162, mentre altri progetti vennero abbandonati o rimasero allo stadio di prototipo.

## La Luftwaffe sul mare

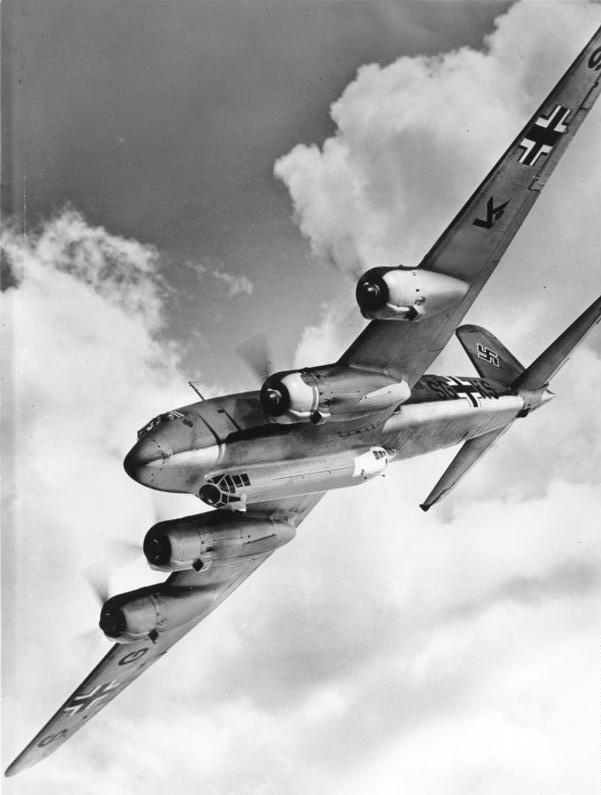
Focke-Wulf Fw 200, pattugliatore marittimo a lungo raggio della Luftwaffe

Le forze di mare della Luftwaffe (Seeluftstreitkräfte, forze aeree navali) erano organizzate in Küstenfliegergruppe (Kü.Fl.Gr.) principalmente con aerei Do 18, He 59, He 60 ed He 115. Le loro missioni, sempre in collaborazione con la Kriegsmarine, erano di ricognizione o di posa di mine navali, vi era inoltre il Bordfliegergruppe (BFGr) 196 che si era addestrato per operazioni di siluramento. Nel 1939 tutte le unità aeronavali (300 aerei) vennero rese indipendenti dalla Kriegsmarine e inquadrate sotto la 10ª Flieger-Division della Luftflotte 2.
Per le operazioni di ricognizione a lungo raggio la Luftwaffe adottò nella primavera del 1940 il Focke-Wulf Fw 200 Condor, che con la sua elevata autonomia poteva avvisare il comando dell'avvistamento di un convoglio di navi nemiche e condurre lui stesso operazioni di bombardamento. La prima unità a ricevere l'aereo fu il KG 40.
Altri aerei adottati dalla Luftwaffe per operazioni marittime furono gli Junkers Ju 188, Ju 88, Ju 52 e Ju 290, l'Ar 196, gli Heinkel He 177 ed He 111, ed i Dornier Do 24 e Do 217.

### Operazioni artiche

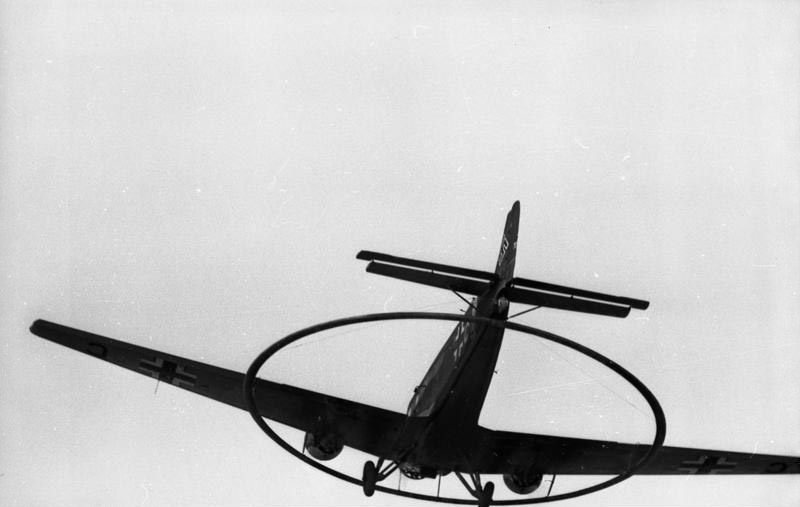
Un Ju 52 MS (MagnetSpule) dotato del dispositivo di individuazione delle mine conosciuto come anello Mausi

Le unità Küstenflieger furono di vitale importanza per l'operazione Weserübung, in quanto garantirono le comunicazioni, attaccarono il naviglio britannico e si preoccuparono di rendere inoffensive le mine antinave. Gli equipaggi atti a quest'ultimo scopo avevano aerei in cui era montato il Minensprengring, una struttura metallica che faceva detonare le mine grazie ad un campo magnetico indotto nell'anello (in cui scorreva corrente) dalla struttura metallica delle mine stesse, ed erano soprannominati Mausiflugzeug (cacciatopi). Due delle unità più coinvolte nelle operazioni furono i Küstenflieger 606 e 806, dotati rispettivamente di Do 17 Z e He 111 J. L'8 aprile, un giorno prima dell'inizio della guerra in Scandinavia, il Kü.Fl.Gr. 506 eseguì estese ricognizioni sul Mare del Nord mentre il KG 26 effettuò un raid nella base britannica di Scapa Flow, senza tuttavia provocare alcun danno. Il giorno seguente i Ju 88 e gli He 111 danneggiarono la nave da battaglia HMS Rodney e gli incrociatori Glasgow, Southampton e Devonshire, mentre fu affondato il cacciatorpediniere Gurkha; nell'azione i tedeschi dichiararono di aver perso quattro aerei. Il 10 aprile ci furono due attacchi contro il naviglio britannico al largo delle Isole Shetland di scarso successo, a cui seguì una pausa per il giorno 11 per riprendere poi l'attività antinave al largo di Trondheim. L'attenzione della Luftwaffe si concentrò quindi sul porto di Narvik, dove tre giorni prima aveva fallito l'obiettivo di affondare un gruppo di navi britanniche a causa del cattivo tempo. Dalla metà di aprile alla fine delle operazioni la Luftwaffe riuscì ad affondare il cacciatorpediniere polacco Grom, la nave da trasporto polacca Chrobry e la HMS Curlew, danneggiando inoltre la HMS Suffolk, la HMS Furious, il cacciatorpediniere francese Émile Bertin, la HMS Aurora e la HMS Resolution.
Nel 1942 Göring ordinò alla Luftwaffe di cooperare con la Kriegsmarine per effettuare dei lanci di siluri ostacolando le navi Alleate che portavano rifornimenti all'Unione Sovietica, così il I./KG 26, dotato di Ju 88 e He 111 iniziò ad addestrarsi per tale compito. Da marzo ad aprile, coordinati dagli Fw 200, gli aerei tedeschi affondarono due incrociatori e 15 mercantili.

### La battaglia dell'Atlantico

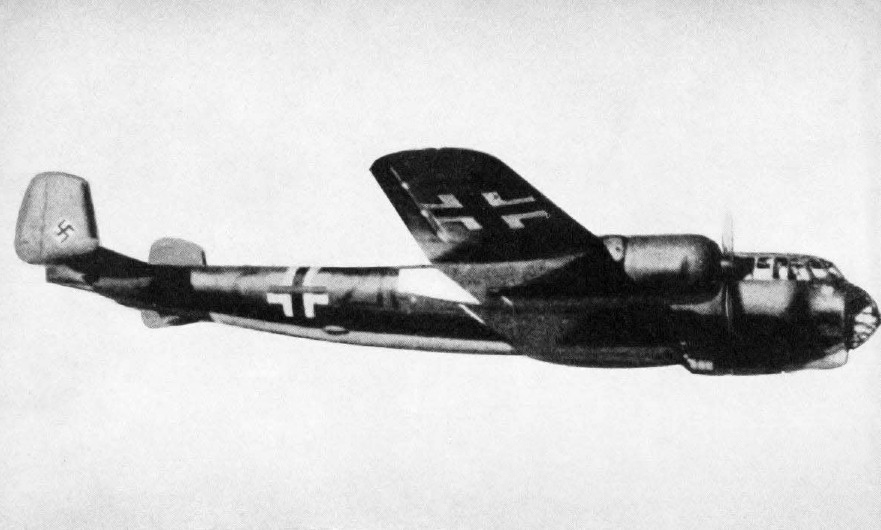
Tra i vari aerei utilizzati dalla Luftwaffe in mare, vi era anche il Dornier Do 217

Fallita la battaglia d'Inghilterra, la Germania provò a bloccare i rifornimenti diretti verso l'isola servendosi della Luftwaffe. Nel marzo 1941 fu creato il Fliegerführer Atlantik con il compito di controllare le coste che si affacciavano sull'oceano, mentre all'XI Fliegerkorps nei Paesi Bassi fu chiesto di posare mine antinave. Anche se lo scopo principale era quello di individuare le navi e trasmettere le coordinate ai sommergibili, spesso i piloti tedeschi si cimentarono in attacchi contro i porti delle città inglesi e contro le navi stesse.
Una zona operativa molto calda durante la guerra fu il golfo di Biscaglia, dove le Küstenflieger furono costantemente impegnate a difendere gli U-Boot che dovevano obbligatoriamente passare in queste acque per raggiungere la loro zona d'operazioni. A loro difesa furono poste pattuglie di Ju 88 che scrutarono il cielo alla ricerca di aerei nemici (solitamente Beaufighter o Mosquito); i risultati ottenuti furono soddisfacenti, ma le perdite furono alte anche per la Luftwaffe.
Negli ultimi anni di guerra le risorse destinate alle unità aeree navali vennero ridotte, e l'introduzione di nuovi aerei come lo Junkers Ju 290 non portò a nessun cambiamento dato che le unità dovettero controllare migliaia di km di coste con un numero insufficiente di aerei; la superiorità numerica degli Alleati fece il resto.

### Operazioni nel mar Baltico e nel Mar Nero
Le unità navali della Luftwaffe stanziate nel mar Baltico iniziarono ad essere operative dal 1º settembre 1939, effettuando missioni di ricognizione per conto della Kriegsmarine. Durante l'invasione della Scandinavia da parte della Wehrmacht queste unità si resero utili anche per il trasporto truppe.
Una volta che il teatro di guerra si spostò a ovest, le unità nel Baltico rimasero sostanzialmente inattive, monitorando solamente le navi sovietiche. Quando però Hitler decise di intraprendere l'operazione Barbarossa l'attività riprese in pieno: passando sotto il controllo della Luftflotte 1, le unità navali intrapresero attacchi contro la marina sovietica, ricognizioni e missioni di ricerca e salvataggio. Negli anni futuri l'attività aumentò proporzionalmente all'avanzata dell'Armata Rossa; nel 1945 le unità navali della Luftwaffe aiutarono ad evacuare la Wehrmacht dai Paesi Baltici e dalla Curlandia servendosi anche dei Ju 52 e del BV 222.
Nel Mar Nero le forze aeree navali operarono in maniera ridotta rispetto ad altri fronti. Le azioni si limitarono a ricognizioni e recuperi assistendo le navi colpite da mine o gli equipaggi di aerei abbattuti, anche se col passare del tempo furono intraprese missioni di attacco ad obiettivi costieri, navi e sommergibili della marina sovietica.

### Operazioni nel Mediterraneo
A supporto dell'Italia di Mussolini la Germania inviò, nel 1941, l'Afrikakorps, e con esso giunsero anche reparti aerei antinave del X Fliegerkorps. Poco esperti nella pratica del siluramento aereo, così importante nel Mediterraneo, i tedeschi chiesero aiuto agli italiani, che addestrarono il I./KG 26 e il III./KG 26 a Grosseto.
I reparti aerei della Luftwaffe, insieme a quelli della Regia Aeronautica, condussero una campagna aerea contro l'isola di Malta e inflissero pesanti perdite alla Royal Navy fino al 1942, portandola addirittura a non avere più navi da battaglia (grazie anche all'aiuto dei siluri a lenta corsa italiani). La sorte di queste unità della Luftwaffe andò di pari passo con quelle terrestri: nel 1943 gli aerei aiutarono ad evacuare la Tunisia per non farvi più ritorno.

## La difesa del Reich
La Germania possedeva un sistema di stazioni radar che andava dalla costa francese fino alla Danimarca, ma non era presente un comando centrale che coordinasse gli aerei sulla base dei dati ricevuti, come invece avveniva in Gran Bretagna. Una vera difesa aerea era presente solo a Berlino e nella zona industriale della Ruhr, mentre nel resto del territorio i caccia monomotore erano meno presenti.
Fino al 1940-1941 comunque la Luftwaffe ebbe facilmente la meglio sui bombardieri della RAF che si infiltravano nel territorio tedesco perché i caccia britannici non avevano abbastanza autonomia per scortarli, così il Bomber Command fu costretto a colpire gli obiettivi di notte, con meno perdite ma più imprecisione. Quando Hitler decise di invadere l'Unione Sovietica, molte unità aeree furono spostate dall'Europa occidentale al fronte orientale, lasciando il compito di difendere i confini a ovest ai soli JG 2 e JG 26 con circa 240 aerei. Queste due unità furono le prime ad essere equipaggiate con il nuovo caccia multiruolo Fw 190 nel 1941-1942.
Durante l'ultimo anno di guerra ai caccia che difesero i cieli del Reich fu dipinta una banda verticale rossa nella parte della fusoliera vicina alla coda.

### La difesa diurna ad Occidente

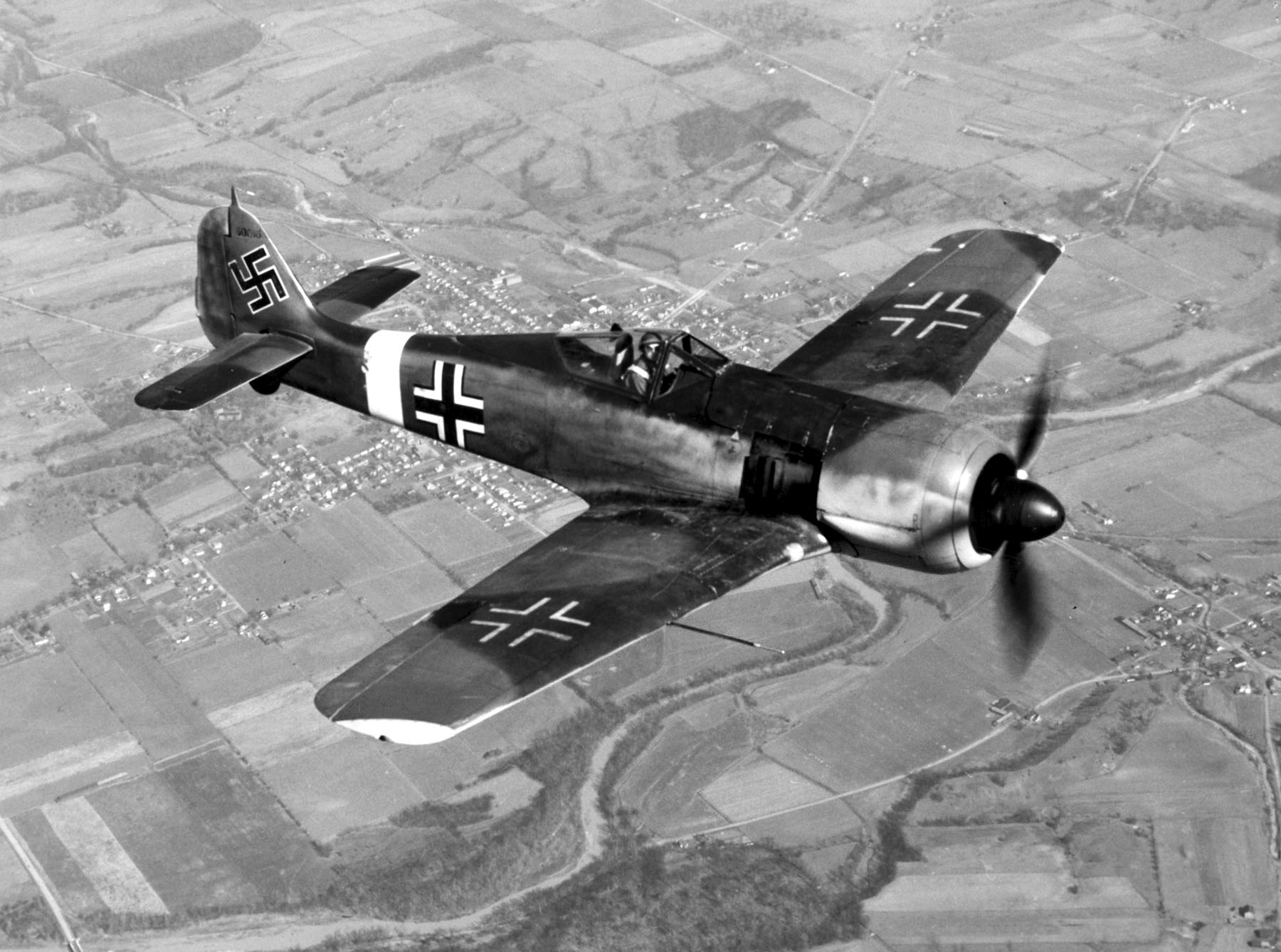
L'Fw 190 fu una sgradita sorpresa per i piloti britannici e statunitensi

Finché la Gran Bretagna fu l'unica a condurre operazioni sul territorio tedesco la Luftwaffe riuscì ad arginare i suoi attacchi, rendendo un incubo il viaggio di andata e ritorno ai piloti britannici. Nell'agosto 1942 entrò però in scena l'VIII Bomber Command degli Stati Uniti d'America con i suoi B-17, e per la Luftwaffe iniziò una nuova sfida.
La RAF e l'USAAF si accordarono per compiere bombardamenti senza sosta (Round the Clock Bombing), e decisero che di giorno sarebbero intervenuti i B-17 e i B-24 statunitensi, mentre di notte avrebbero preso il volo i Lancaster e gli Halifax britannici. Prima dell'introduzione del P-51 Mustang, cioè fino al 1944, i bombardieri Alleati non ebbero una valida scorta capace di compiere lunghe distanze, dunque adottarono formazioni di volo molto serrate in modo da coprirsi a vicenda in caso di attacco tedesco. Questo fatto spinse la Luftwaffe ad istituire un nuovo sistema di assegnazione punti per i piloti: 3 punti per chi abbatteva un bombardiere quadrimotore, 2 per isolarne uno dalla formazione (rendendolo quindi vulnerabile) e 1 per chi abbatteva un caccia; con 20 punti si otteneva la Croce Tedesca d'oro e con 40 la Croce di Ferro.

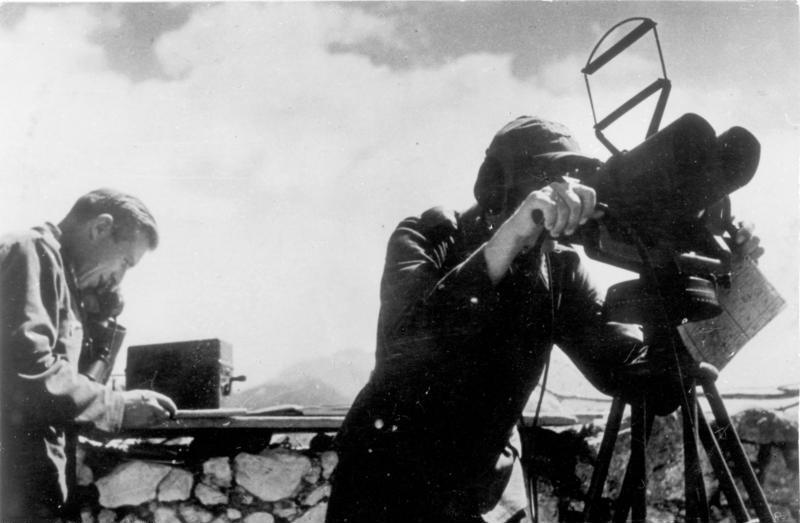
Postazione d'avvistamento tedesca per le squadriglie di caccia

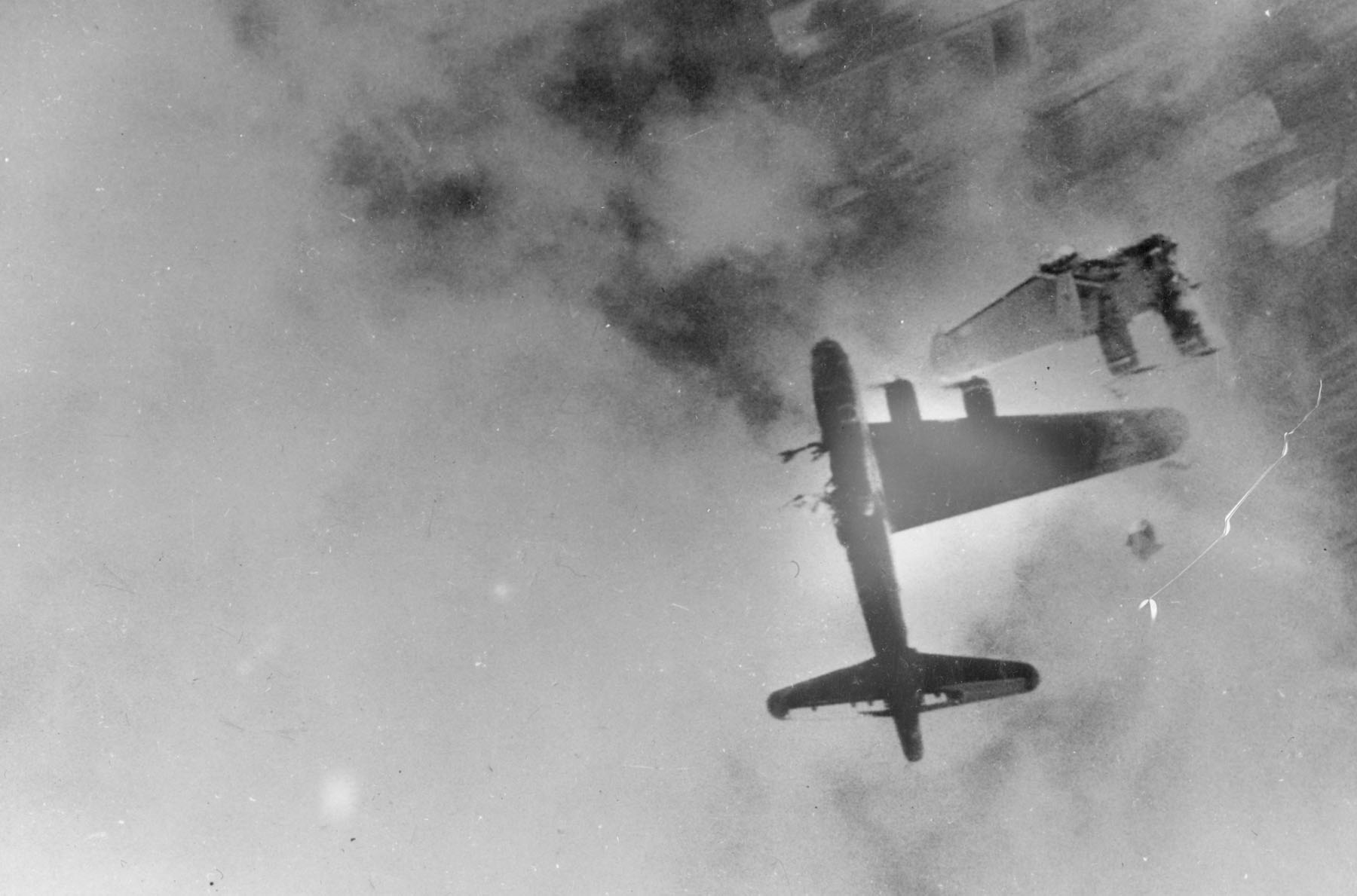
Anche se non riuscirono a cambiare le sorti della guerra, i cannoncini del Messerschmitt Me 262 erano molto efficaci contro i bombardieri Alleati, in questo caso un B-17 USAAF

Almeno in un primo momento, la Luftwaffe sembrò avere la meglio anche sull'VIII Bomber Command. Ne è un esempio il tentativo di bombardare una fabbrica di bronzine a Schweinfurt portato avanti dai B-17 statunitensi: per distrarre la caccia tedesca, si decise di condurre contemporaneamente un bombardamento sulla città di Ratisbona, ma a causa di una fitta nebbia il gruppo di bombardieri che doveva bombardare Schweinfurt arrivò con un ritardo che permise ai piloti del JG 26 (vittoriosi nel frattempo contro il gruppo di bombardieri di Ratisbona) di seminare il panico tra essi: dei circa 200 B-17 che parteciparono alla missione, 60 furono abbattuti e altri 60 danneggiati. Ulteriori successi fecero credere, erroneamente, agli alti comandi della Luftwaffe di poter tener testa anche al nuovo nemico.
All'inizio del 1943, la Eighth Air Force (unità di cui faceva parte l'VIII Bomber Command) disponeva solo dei caccia P-47 Thunderbolt, che con la loro autonomia, partendo dalle basi in Inghilterra, non riuscivano ad oltrepassare di molto il fiume Reno. Nel novembre del 1943 giunsero i P-38 Lightning, appositamente attrezzati con serbatoi ausiliari per compiere grandi distanze, ma non erano in grado di competere efficacemente con i Bf 109 e gli Fw 190. L'aereo da caccia di cui gli Alleati avevano disperatamente bisogno era il North American P-51 Mustang, che entrò in servizio nel gennaio 1944. Il P-51 vantava un larghissimo raggio di azione, e nei dogfight si rivelò molto competitivo contro i caccia tedeschi, specie ad alta quota. Grazie all'arrivo dei P-51, nel febbraio 1944 l'USAAF e la RAF sferrarono vari attacchi volti a distruggere la caccia avversaria, riuscendo ad eliminare oltre 300 caccia della Luftwaffe, al costo di 348 bombardieri pesanti.
Forti della nuova scorta, i bombardieri strategici USAAF iniziarono ad effettuare attacchi "triangolari" partendo dall'Inghilterra e rifornendosi nelle basi sovietiche, per ripartire poi alla volta della Puglia e quindi di nuovo in Inghilterra. La Luftwaffe si accorse ben presto di questi nuovi percorsi e il 21 giugno 1944, nei cieli sopra Berlino e nella base aerea sovietica di Poltava, distrussero 91 aerei statunitensi, record giornaliero di perdite per la Eighth Air Force.
A lungo andare comunque la Luftwaffe non ebbe più piloti da rimpiazzare e carburante per far volare gli aerei, le uniche speranze furono così riposte nei rivoluzionari jet Messerschmitt Me 262, comunque troppo pochi per incidere sull'esito finale del conflitto. Nel 1945 i piloti tedeschi avevano, in termini di tempo, un addestramento pari a un terzo di quello seguito dagli aviatori Alleati.

### Caccia notturna e guerra elettronica

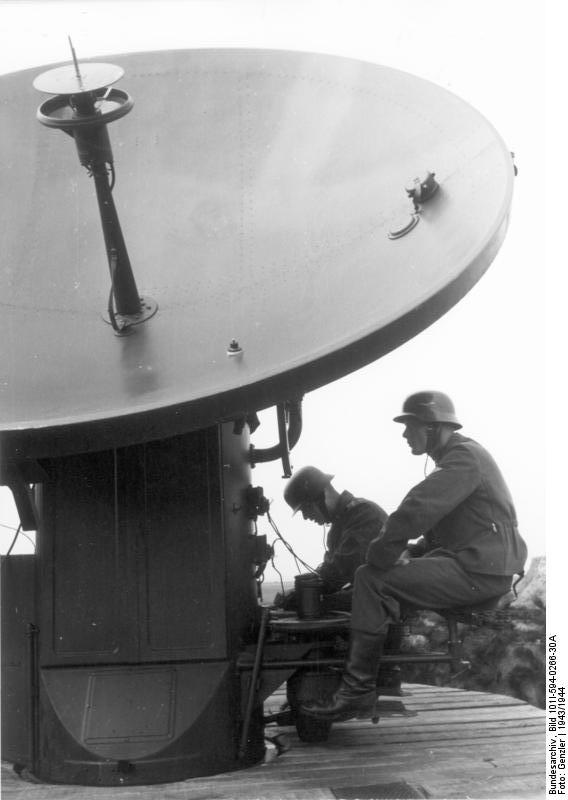
Operatori della Luftwaffe presso un radar Würzburg

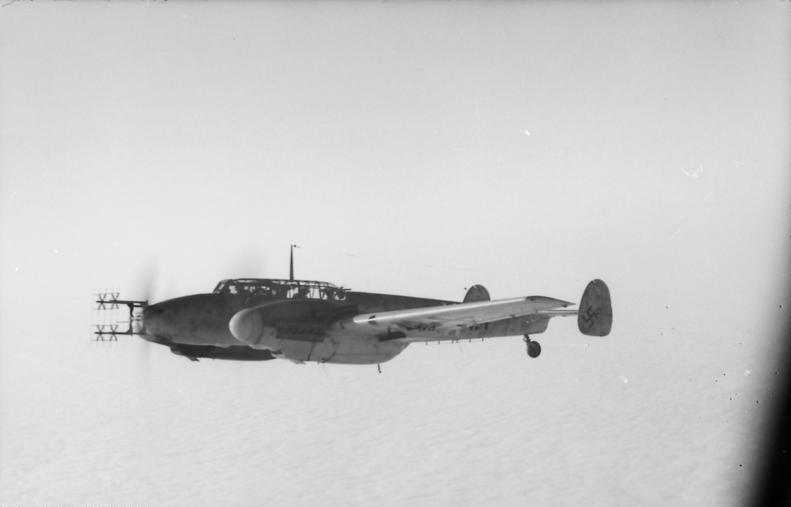
Molto usato dalla caccia notturna tedesca era il Bf 110, qui dotato di radar e antenna

Il sistema di difesa radar tedesco era chiamato linea Kammhuber, dal nome del generale che lo dirigeva (Josef Kammhuber), ed era composta principalmente da radar Würzburg ognuno dei quali copriva un'area di circa 30 km². Se una formazione di aerei veniva avvistata, si avvertivano gli aerei e si azionavano, al momento più opportuno, riflettori e artiglieria contraerea.
Le unità notturne della Luftwaffe erano riunite in Nachtjagdgeschwader (NJG, stormi da caccia notturna), il primo dei quali (I./NJG 1) istituito nel luglio 1940. Questi stormi svilupparono tattiche di attacco particolari per abbattere i bombardieri nemici: la più comune era avvicinarsi da dietro e mettere fuori uso la postazione del mitragliere di coda e poi l'intero aereo, ma il IV./NJG 1 introdusse un nuovo metodo di combattimento: siccome i bombardieri britannici non avevano mitragliatrici ventrali, i piloti si avvicinavano dal basso per poi alzare il muso a una distanza di circa 45 m e sparare a volontà. In un attacco su Magdeburgo i piloti dei bombardieri britannici riferirono di aver visto esplodere parecchi aerei per cause ignote. Probabilmente la colpa era degli Schräge Musik, dei cannoncini installati sulla parte superiore della fusoliera dei caccia notturni tedeschi che facevano fuoco verso l'alto, dando la possibilità al pilota di non essere visto. Tutto ciò era parte integrante della Zahme Sau, una tattica che guidava i piloti contro gli aerei nemici grazie alle segnalazioni da terra. Nell'agosto 1943 arrivò la Wilde Sau teorizzata dal Major Hajo Herrmann, consistente nell'inviare ad intercettare le formazioni nemiche, oltre che i classici caccia notturni, normali caccia diurni alle stesse quote, se necessario, battute dalla FlaK. Tale tattica venne però abbandonata perché generava caos e costringeva la contraerea a trattenere il fuoco.
Il primo sistema radar montato sugli aerei notturni fu il Lichtenstein CN-2 con un raggio minimo di 200 m, seguito dallo "SN-2", che però aveva una portata minima di 400 m, troppo per individuare un bombardiere ad occhio nudo, perciò molti piloti rimasero fedeli al primo sistema radar.
All'inizio del 1944 lavoravano alla difesa dei cieli del Reich circa 889 000 uomini. Nel settembre dello stesso anno i NJG disponevano di circa 1 018 caccia notturni inquadrati principalmente nel I Jagdkorps della Luftflotte Reich, e benché prive dei sistema radar sofisticati montati sui bombardieri Alleati, essi abbatterono un consistente numero di velivoli. Equipaggiate solitamente con Messerschmitt Bf 110, Junkers Ju 88 o Heinkel He 219, da gennaio a marzo 1944 le unità notturne tedesche abbatterono un totale di 595 bombardieri sopra i cieli berlinesi.

## Forze ed operazioni terrestri

### Paracadutisti

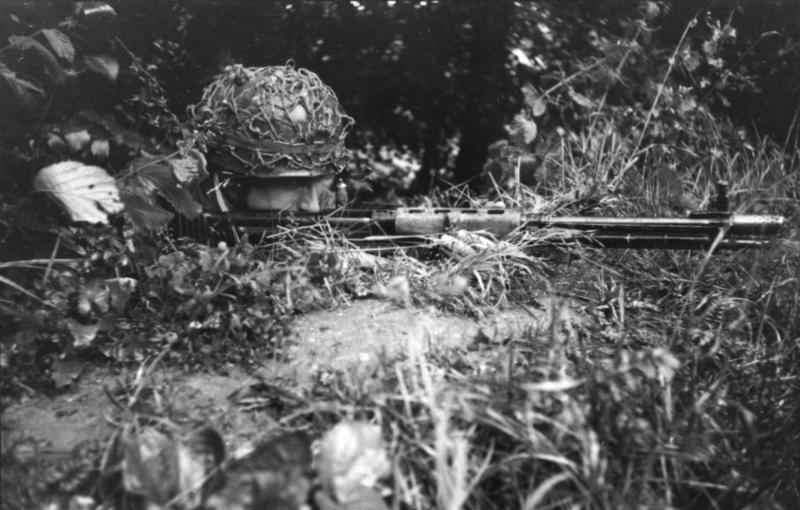
Un Fallschirmjäger con il tipico fucile FG 42 appostato in Francia nel 1944

A differenza di quello che avveniva negli Stati Uniti e nel Regno Unito, i paracadutisti tedeschi (Fallschirmjäger) erano sotto il diretto comando della Luftwaffe. Nel 1933 fu istituita la divisione corazzata paracadutisti Hermann Göring, e a partire dal 1942 furono costituite quindici Fallschirmjäger-Division (divisioni paracadutisti). Erano disponibili anche ventidue Luftwaffen-Feld-Division (divisioni campali).
All'inizio della seconda guerra mondiale i paracadutisti erano inquadrati nella 7. Flieger-Division (7ª divisione dell'aria, non ancora ad organici completi), comandata dal generale Kurt Student, ma dopo che questo fu ferito accidentalmente nell'occupazione di Rotterdam il comando fu assunto dal generale Richard Putzier, seguito da altri quattro generali prima che l'unità cambiasse nome. La divisione aveva unicamente compiti amministrativi e di supporto, in quanto non era previsto che le unità dipendenti operassero congiuntamente. Gli uomini che ne facevano parte erano altamente addestrati e capaci, e presero parte a numerose battaglie come la campagna di Norvegia, la presa del forte Eben-Emael, l'occupazione del ponte sul Canale di Corinto e la liberazione di Benito Mussolini prigioniero sul Gran Sasso. La divisione venne utilizzata al completo per il lancio su Creta, dove rappresentò un elemento critico nel raggiungimento del successo di tutta l'operazione. Tuttavia, proprio le perdite subite a Creta spinsero l'OKW a rinunciare all'impiego della divisione nel suo ruolo naturale, ma unicamente come fanteria scelta. I superstiti della divisione operarono in Unione Sovietica fino al 1943, dopo di che furono inviati in Francia, dove la divisione fu rinominata 1. Fallschirmjäger-Division (in precedenza, nel 1942, parte del personale della divisione era stato trasferito alla 2. Fallschirmjäger-Division).
Con questo nuovo nome l'unità combatté, tra l'altro, a Montecassino insieme alla Panzer-Division Hermann Göring e alla 4. Fallschirmjäger-Division che contrastarono con efficacia le unità Alleate in avanzata attraverso la penisola italiana.

#### Attacco su Creta
L'isola di Creta era un ostacolo decisamente pericoloso per le potenze dell'Asse, da qui infatti la Royal Navy poteva organizzare azioni in mare e il Bomber Command (comando bombardieri della RAF) era abbastanza vicino ai pozzi petroliferi di Ploiești in mano tedesca. L'OKW decise così di impadronirsi dell'isola organizzando un lancio di paracadutisti protetti da una massiccia copertura aerea.

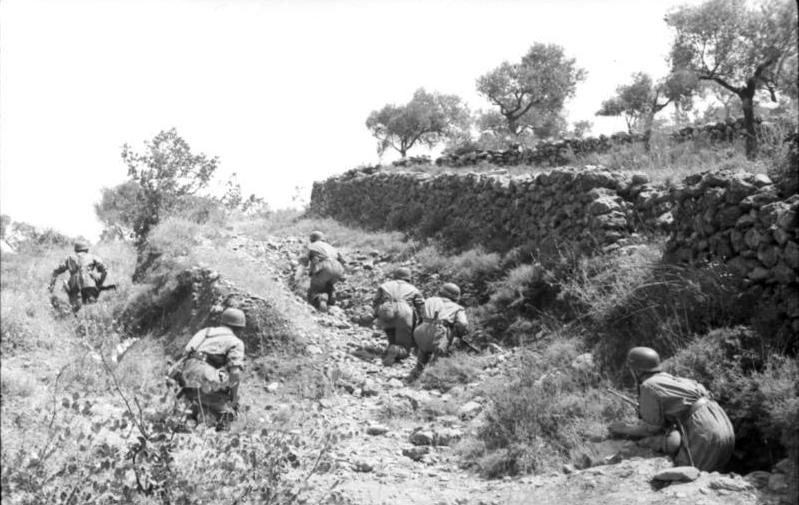
Un gruppo di Fallschirmjäger in azione a Creta

A capo dell'operazione era il Generaloberst Alexander Löhr con la Luftflotte 4, che propose di lanciare la 7ª divisione dell'aria a ovest per poi proseguire verso est. Kurt Student, capo dell'XI Fliegerkorps, era invece dell'idea di aviolanciare gli uomini in tre punti a ovest e al centro dell'isola. Si giunse così al compromesso di lanciare i paracadutisti prima su Maleme/La Canea la mattina del 20 maggio 1941, e poi altri a Retimo e Candia. All'XI Fliegerkorps composto dalla 7. Flieger-Division fu affidato il compito di trasportare circa 8 000 paracadutisti avvalendosi di 500 Junkers Ju 52 e 72 alianti DFS 230, il tutto con il supporto aereo dell'VIII Fliegerkorps composto da 180 caccia, 200 Ju 87 e 200 bombardieri a medio raggio.
I piloti tedeschi si misero subito in volo iniziando a colpire ogni cosa sulle coste e all'interno per agevolare l'imminente sbarco di uomini. Il 22 maggio furono affondati gli incrociatori britannici Gloucester e Fiji, il 23 i cacciatorpediniere HMS Kelly e HMS Kashmir. Ciò nonostante molti alianti e aerei da trasporto vennero abbattuti in volo, e le truppe neozelandesi a terra falciarono numerosi parà prima ancora che toccassero terra. I tedeschi riuscirono comunque a conquistare parte degli obiettivi previsti, e, grazie anche a rinforzi arrivati due giorni dopo, la conquista dell'isola fu completa.
La vittoria costò molto cara alla Luftwaffe: quasi metà degli aerei da trasporto andarono distrutti e circa 3 400 Fallschirmjäger persero la vita. Da questo momento in poi, i paracadutisti non furono mai più impiegati in attacchi di queste dimensioni.

#### Le divisioni paracadutisti corazzate
La divisione Hermann Göring (o, per darne il nome completo, la Fallschirm-Panzer-Division 1 "Hermann Göring" – 1ª divisione corazzata paracadutisti Hermann Göring) fu un'unità composta totalmente da volontari, eccetto gli stranieri che non potevano farne parte. Date le caratteristiche la denominazione di "paracadutisti" era puramente onoraria, fu creata a livello divisionale nel 1942 in Belgio con il nome di "Division Hermann Göring", organizzandola attorno al Flakregiment Hermann Göring (reggimento contraerea Hermann Göring) che aveva combattuto in Polonia, in Francia e nell'operazione Barbarossa (in quest'ultimo caso con funzioni anticarro). Alcuni reparti operarono in Tunisia, mentre la divisione al completo, dal maggio 1943 rinominata "Panzer-Division Hermann Göring", operò in Italia e, con l'ultimo nome definitivo, al fronte orientale.
Ugualmente onorario era l'appellativo di "paracadutisti" assegnato all'altra divisione corazzata della Luftwaffe, la Fallschirm-Panzergrenadier-Division 2 Hermann Göring (2ª divisione panzergrenadier paracadutisti Hermann Göring) creata nel tardo settembre 1944 per combattere i sovietici in Polonia. Venne successivamente accerchiata nel gennaio 1945 nella Prussia Orientale e dovette essere evacuata via mare dalla Kriegsmarine a marzo. Trasferita a Berlino e in Slesia, continuò a fronteggiare l'Armata Rossa fino a quando non venne accerchiata ed annientata a Dresda alla fine della guerra.

### Le divisioni campali della Luftwaffe
A partire dal 1942, su autorizzazione di Hitler, la Luftwaffe cominciò a costituire divisioni campali (Feld-Division), praticamente divisioni di fanteria, col personale in eccesso. La decisione fu presa essenzialmente per motivi politici, su esplicita richiesta di Göring, perché la Luftwaffe era (a torto o a ragione) considerata più fedele dell'esercito al Partito Nazionalsocialista, e questo portò Hitler a costituire una serie di divisioni poco addestrate per operazioni di fanteria. Le Feld-Division della Luftwaffe furono ventidue tra le cui la famose ed elitaria Divisione "Hermann Göring", che rimasero sotto il diretto comando dello stesso Göring fino al luglio del 1944. Le Feld-Division operarono in massima parte sul fronte orientale, le uniche che operarono nel Mediterraneo o sul fronte occidentale furono la 11. Luftwaffe-Feld-Division (Egeo e Grecia), la 14. Luftwaffe-Feld-Division (Norvegia e Danimarca), la 16. Luftwaffe-Feld-Division (Paesi Bassi e Normandia), la 17. Luftwaffe-Feld-Division (Francia), la 18. Luftwaffe-Feld-Division (Francia e Belgio), la 19. Luftwaffe-Feld-Division (Francia e Belgio) e la 20. Luftwaffe-Feld-Division (Danimarca e Italia).

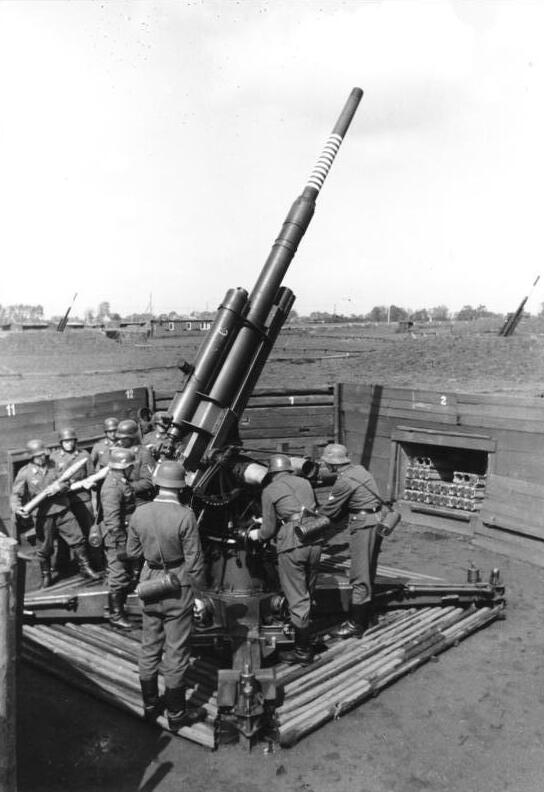
Il cannone 8,8 cm FlaK

L'utilizzazione di queste divisioni era molto controverso poiché molti nel comando della Wehrmacht pensavano che sottraessero preziose risorse che avrebbero potuto essere meglio utilizzate se impiegate nelle forze terrestri, ma nonostante questo scetticismo, si può affermare che le divisioni terrestri della Luftwaffe meglio addestrate hanno dato buoni risultati nei combattimento terrestri accanto ai soldati delle forze terrestri.

### FlaK
Molto temuta dai piloti sovietici, britannici e statunitensi era anche la FlaK (Fliegerabwehrkanonen, artiglieria antiaerea), la contraerea posta a difesa del Terzo Reich, delle basi della Luftwaffe e piazzata direttamente sul campo per supportare le unità di fanteria. Allo scoppio della guerra, circa 800 000 uomini erano assegnati alla FlaK, e nel 1944 la cifra salì a 1,25 milioni.
Il cannone usato più noto è il calibro 8,8 cm. Mentre le divisioni FlaK erano organiche alla Luftwaffe e comprendevano calibri fino a 12,8 cm, nelle divisioni dell'esercito erano presenti batterie antiaeree con pezzi di calibro fino a 8,8 cm, ma con una netta prevalenza dei pezzi di calibro minore (2 cm).
Inizialmente la FlaK era organizzata in comandi locali nelle principali città della Germania, che nel 1938 furono trasformati in divisioni, operanti nella maggior parte dei casi con l'esercito di campagna. Le divisioni FlaK erano numerate da 1 a 31. Diverse di queste divisioni operarono anche come supporto ad operazioni terrestri, in quanto i cannoni 8,8 cm FlaK erano ottimi anche come artiglieria controcarro e i vari modelli di 2 cm FlaK erano estremamente efficaci contro uomini e mezzi leggeri. Oltre alle Flak-Division furono costituite due Flakscheinwerfer-Divisionen destinate ad appoggiare la difesa antiaerea notturna con riflettori.

## Decorazioni
| Nome | Data di istituzione | Requisiti | Note | Immagine |
| --- | --- | --- | --- | --- |
| Distintivo di paracadutista (Fallschirmschützenabzeichen)                                                     | 1º gennaio 1935 | Aver preso parte al corso di paracadutista, aver eseguito 5 lanci con il paracadute e 6 in un anno | Ne esisteva anche una versione in tessuto da cucire nella divisa | |
| Distintivo di equipaggio aereo (Fliegerschaftsabzeichen)                                                      | 19 gennaio 1935 | Assegnato ai nuovi aviatori e navigatori | Sostituito dal distintivo di pilota nel 1936 | |
| Distintivo di osservatore (Beobachterabzeichen)                                                               | 27 novembre 1935 | Avere completato il corso di osservatore | Ne esisteva anche una versione in tessuto da cucire nella divisa | |
| Distintivo di operatore radio di bordo (Bordfunkerabzeichen)                                                  | 1936 | Aver completato il corso di operatore radio, motorista o mitragliere di bordo | Indossato fino al 22 giugno 1942, oltre che dagli operatori radio, anche dai mitraglieri e dai motoristi di bordo | |
| Distintivo di pilota (Flugzeugführerabzeichen)                                                                | 19 gennaio 1936 | Avere completato il corso di pilota | | |
| Distintivo unificato di pilota e osservatore (Flugzeugführer- und Beobachterabzeichen)                        | 26 marzo 1936 | Avere completato il corso sia di pilota che di osservatore | Sottoposto a verifica annuale; uguale al distintivo di pilota ma con la ghirlanda oro anziché argento; ne esisteva anche una versione con diamanti; noto anche come "doppio distintivo della Luftwaffe" (Luftwaffendoppelabzeichen)                                | |
| Distintivo a memoria di un aviatore (Flieger-Erinnerungsabzeichen)                                            | 26 marzo 1936 | 4 anni di servizio per piloti e veterani della prima guerra mondiale, 15 anni di servizio per gli altri | Poteva essere assegnato anche alla memoria | |
| Coppa d'onore della Luftwaffe (Ehrenpokal für besondere Leistung im Luftkrieg)                                | 27 febbraio 1940 | Distinguersi in maniera eccezionale nel corso della guerra | Onorificenza sia al merito che al valore, intermedia fra la Croce di Ferro di Prima Classe e la Croce Tedesca o l'ancora superiore Croce di Cavaliere della Croce di Ferro. Vennero decorati non solo i piloti, ma tutti i membri degli equipaggi aerei meritevoli | |
| Distintivo di combattimento della contraerea (Flak-Kampfabzeichen)                                            | 19 luglio 1940 | Doti di coraggio in servizio o essere diventato comandante di una batteria dove la metà degli uomini ha ricevuto il riconoscimento o avere raggiunto 16 punti | | |
| Distintivo di pilota di alianti (Segelflugzeugführerabzeichen)                                                | 16 dicembre 1940 | Aver volato su un aliante | | |
| Distintivo di combattimento a terra (Erdkampfabzeichen der Luftwaffe)                                         | 31 marzo 1942 | Aver partecipato a tre combattimenti ed essere stati feriti durante uno di essi o aver meritato una medaglia in uno di essi | Dall'11 novembre 1944 divisa anche per 25, 50, 75 e 100 combattimenti | Distintivo per 100 combattimenti |
| Distintivo di mitragliere e motorista di bordo (Fliegerschützenabzeichen für Bordschützen und Bordmechaniker) | 22 giugno 1942 | Aver completato il corso di motorista o mitragliere di bordo | Prima della creazione di questo distintivo queste due categorie di specialisti indossarono il distintivo di operatore radio di bordo | |
| Barretta per citazione nell'albo d'onore (Ehrenblattspange)                                                   | 5 luglio 1944 | Possedere la Croce di ferro di 1ª classe e aver eseguito azioni coraggiose | Comune a tutta la Wehrmacht, cambia la forma della barretta a seconda che si tratti dell'esercito, della marina o dell'aeronautica | A destra la versione originale, a sinistra quella modificata successivamente |
| Barretta per aviatore combattente (Nahkampfspange der Luftwaffe)                                              | 3 novembre 1944 | Bronzo: 15 giorni di combattimento corpo a corpo o 10 giorni in combattimento ravvicinato Argento: 30 giorni di combattimento corpo a corpo o 20 giorni in combattimento ravvicinato Oro: 50 giorni di combattimento corpo a corpo o 40 giorni in combattimento ravvicinato | | |
| Distintivo di combattimento sui mezzi corazzati dell'aviazione (Panzerkampfabzeichen der Luftwaffe)           | 3 novembre 1944 | Bronzo: aver partecipato a tre combattimenti ed essere rimasto ferito e aver guadagnato una medaglia in uno di questi Argento: come quello di bronzo, ma assegnato a uomini non facenti parte di un reparto corazzato                                                       | Dal 10 novembre 1944 divisa anche per 25, 50, 75 e 100 combattimenti. Mai assegnato. | Distintivo di bronzo |
| Distintivo di guerra navale (Seekampfabzeichen der Luftwaffe)                                                 | 27 novembre 1944 | Aver partecipato ad azioni congiunte con la Kriegsmarine | Mai assegnato | |
| Barretta di servizio operativo (Frontflugspange)                                                              | 1941 30 gennaio: cacciatore diurno, bombardiere in picchiata o bombardiere leggero o medio e ricognitore o missioni di recupero in mare 19 novembre: aerei da trasporto o alianti ---- 1942 13 maggio: cacciatore diurno (caccia pesante) 14 agosto: cacciatore notturno, anche caccia pesante ---- 12 aprile 1944: cacciabombardiere | Bronzo: 20 voli Argento: 60 voli Oro: 110 voli | | Barretta di servizio operativo per piloti di cacciabombardiere Barretta di servizio operativo per piloti di bombardieri in picchiata, bombardieri leggeri o medi Barretta di servizio operativo per piloti di aerei da trasporto o alianti |

## Assi della caccia
Durante tutto il conflitto la Luftwaffe abbatté un totale di circa 70 000 aerei, e furono moltissimi gli assi che superarono le 100 vittorie personali. Questo, per vari motivi:
- Dall'autunno 1942, la Luftwaffe combatté sempre in inferiorità numerica poiché dovette diluire le sue forze contro ben tre grandi aviazioni nemiche: la britannica Royal Air Force (RAF), la statunitense United States Army Air Forces (USAAF) e la sovietica Sovetskie Voenno-vozdušnye sily (VVS), su almeno tre fronti: occidentale, Mediterraneo e orientale, accumulando una media di 1 500 missioni operative e 500 combattimenti aerei.[133] Ne conseguì che i piloti tedeschi erano costretti ad uscire in missione molto più spesso dei loro avversari, con turni di riposo molto più brevi. Ad esempio, nel 1944 i piloti da caccia tedeschi arrivarono ad effettuare due, tre o quattro missioni al giorno mentre, nello stesso periodo, i piloti da caccia americani effettuavano una missione ogni due, tre o quattro giorni.
- Come ulteriore conseguenza del punto precedente, i piloti da caccia della Luftwaffe erano sempre "nella mischia": incontravano spesso aerei nemici con cui ingaggiare battaglia. Al contrario, numerosi piloti alleati o sovietici si ritrovavano a volare diverse missioni "a vuoto", ovvero senza riuscire ad individuare un solo aereo tedesco.
- I piloti della caccia (e non solo loro) della Luftwaffe erano tenuti a combattere a tempo indeterminato. A parte brevi licenze e permessi per riposare, il servizio della maggior parte dei piloti tedeschi durò fino alla fine della guerra, oppure fino al ricovero in ospedale, o ancora fino alla morte, senza possibilità di ritiro. Nelle altre aeronautiche militari, invece, le cose andavano diversamente.[133] Nell'USAAF, ad esempio, il pilota era tenuto ad effettuare un minimo di 25 missioni di guerra (circa tre mesi), dopodiché (salvo rinuncia) veniva assegnato ad incarichi di terra; inoltre era possibile che non venisse più richiamato ad effettuare un altro ciclo di 25 missioni. Ciò, unito ai punti precedenti, spiega perché nessuno degli assi USAAF ebbe mai occasione di raggiungere un numero eccezionalmente elevato di vittorie aeree: il maggiore "asso" dell'USAAF che combatté contro la Luftwaffe fu "Gabby" Gabreski con 34½ vittorie aeree che fu anche l'unico pilota americano a superare le 30 vittorie nel teatro occidentale. Nella Luftwaffe, invece, per i motivi sopra descritti, furono centinaia gli assi tedeschi con oltre 30 vittorie aeree.

I 35 migliori aviatori tedeschi, che registrarono ognuno più di 150 vittorie, abbatterono un totale di 6 916 aerei, cioè circa il 10% di quelli distrutti dall'intera forza aerea tedesca.
Anche se non prestò servizio come pilota di caccia, Hans-Ulrich Rudel fu senza dubbio il miglior pilota di cacciabombardieri della Luftwaffe: tra gli aviatori più decorati della seconda guerra mondiale (oltre ad essere l'unico in tutta la Wehrmacht a vedersi appuntata la Croce di Cavaliere con Fronde di Quercia in Oro, Spade e Diamanti), nel corso della sua carriera fu abbattuto 30 volte ma riuscì a distruggere circa 2 000 veicoli corazzati e blindati, oltre a diverse navi.

### Libri specifici sulla Luftwaffe
- Chris Bishop, Gli squadroni della Luftwaffe, L'airone Editrice, 2008, ISBN 978-88-7944-929-8.
- (EN) John Buckley, Air Power in the Age of Total War, UCL Press, 1999, ISBN 1-85728-589-1.
- (EN) James Corum, The Luftwaffe: Creating the Operational Air War, 1918-1940, Kansas University Press, 1997, ISBN 978-0-7006-0836-2.
- (EN) E.R Hooton, Luftwaffe at War; Gathering Storm 1933-39: Volume 1, Londra, Chervron/Ian Allan, 2007, ISBN 1-903223-71-7.
- (EN) E.R Hooton, The Luftwaffe: A Study in Air Power, 1933-1945, Londra, Classic Publications, 2010, ISBN 978-1-906537-18-0.
- Marco Mattioli, Assi tedeschi, in Supplemento alla rivista Aerei nella storia, n. 63, gennaio 2008, ISSN 1591-1071 (WC · ACNP).
- Chris McNab, Le aquile di Hitler. La Luftwaffe 1933-1945, Gorizia, Libreria Editrice Goriziana, 2013, ISBN 978-88-61022-25-6.
- (EN) Williamson Murray, Strategy for Defeat: The Luftwaffe 1933–1945, United States Government Printing, 1983, ISBN 978-9997393487.
- Nico Sgarlato, La Luftwaffe in guerra – 1939-1945, in Supplemento alla rivista Aerei nella storia, n. 51, maggio-giugno 2009, ISSN 0390-1173 (WC · ACNP).
- Nico Sgarlato, La guerra aerea in Nord Africa, in Supplemento alla rivista Aerei nella storia, n. 1, aprile-maggio 2010, ISSN 2037-4771 (WC · ACNP).
- (EN) Robert Stedman, Kampfflieger: Bomber Crewman of the Luftwaffe 1939 – 1945, Osprey Publishing, 2005, ISBN 1-84176-907-X.
- (EN) J. Richard Smith, Eddie J. Creek, Kampfflieger: Bombers of the Luftwaffe 1933-1940, vol. 1, Ian Allan Publishing, 2004, ISBN 1-903223-42-3.
- (EN) John Weal, Luftwaffe Schlachtgruppen, Osprey Publishing, 2003, ISBN 1-84176-608-9.

### Libri di carattere generale
- Giorgio Bonacina, Comando Bombardieri - Operazione Europa, Milano, Longanesi & C., 1975, ISBN non esistente.
- Christopher Chant, Aerei della seconda guerra mondiale, Istituto geografico De Agostini, 1977, ISBN non esistente.
- Ken Ford, Le quattro battaglie di Cassino, Milano, RBA Italia, 2009, ISBN non esistente.
- Samuel W. Jr. Mitcham, German Order of Battle, Mechanisburg (PA-USA), Stackpole Books, 2007, ISBN 0-8117-3416-1.
- Marco Patricelli, Settembre 1943, Bari, Laterza, 2009, ISBN 978-88-420-8827-1.
- Mario Silvestri, La decadenza dell'Europa occidentale, Rizzoli, 2002, ISBN 88-17-11750-1.
- Steven J. Zaloga, L'invasione della Polonia, Madrid, Osprey Publishing, 2008, ISSN 1974-9414 (WC · ACNP).
- (DE) Horst Boog, Gerhard Krebs, Vogel Detlef, Das Deutsche Reich under der Zweite Weltkrieg Band 7: Das Deutsche Reich in der Defensive: Strategischer Luftkrieg in Europa, Krieg im Westen und in Ostasien, 1943-1944/45, Stoccarda, Deutsche Verlags-Anstalt, 2001, ISBN 3-421-05507-6.